# Escadrille SPA 153

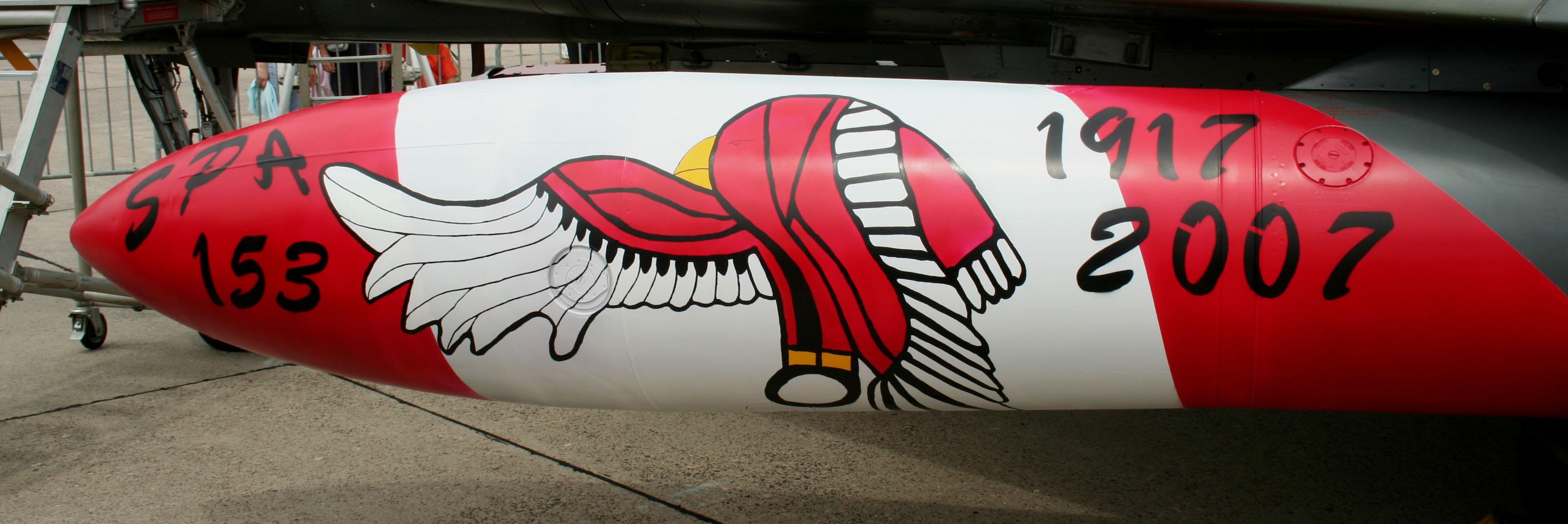
Bidon d'un Mirage 2000D du 1/3 porteur d'une décoration spéciale pour les 90 ans de la SPA153

L'escadrille SPA153 est une escadrille de l'armée de l'air française créée lors de la Première Guerre mondiale. Elle est toujours active et est la 2e des trois escadrilles de l'escadron de chasse 1/3 Navarre sur la base aérienne de Nancy-Ochey.

## Origine
Le faucon égyptien de la SPA 153 est le fait du lieutenant Gigodot, égyptologue amateur averti, qui veut ainsi évoquer la lutte éternelle entre le bien et le mal à laquelle prend à ce moment part son escadrille dans le ciel français. Il est le premier commandant d'escadrille dans l'histoire de la N153 puis SPA153. La définition héraldique complète est : Faucon égyptien de gueule et d’argent, becqué et armé d’or, le demi-vol dextre étendu et le demi- vol senestre abaissé, empiétant un anneau magique du second métal.

## Historique

### La Première Guerre mondiale

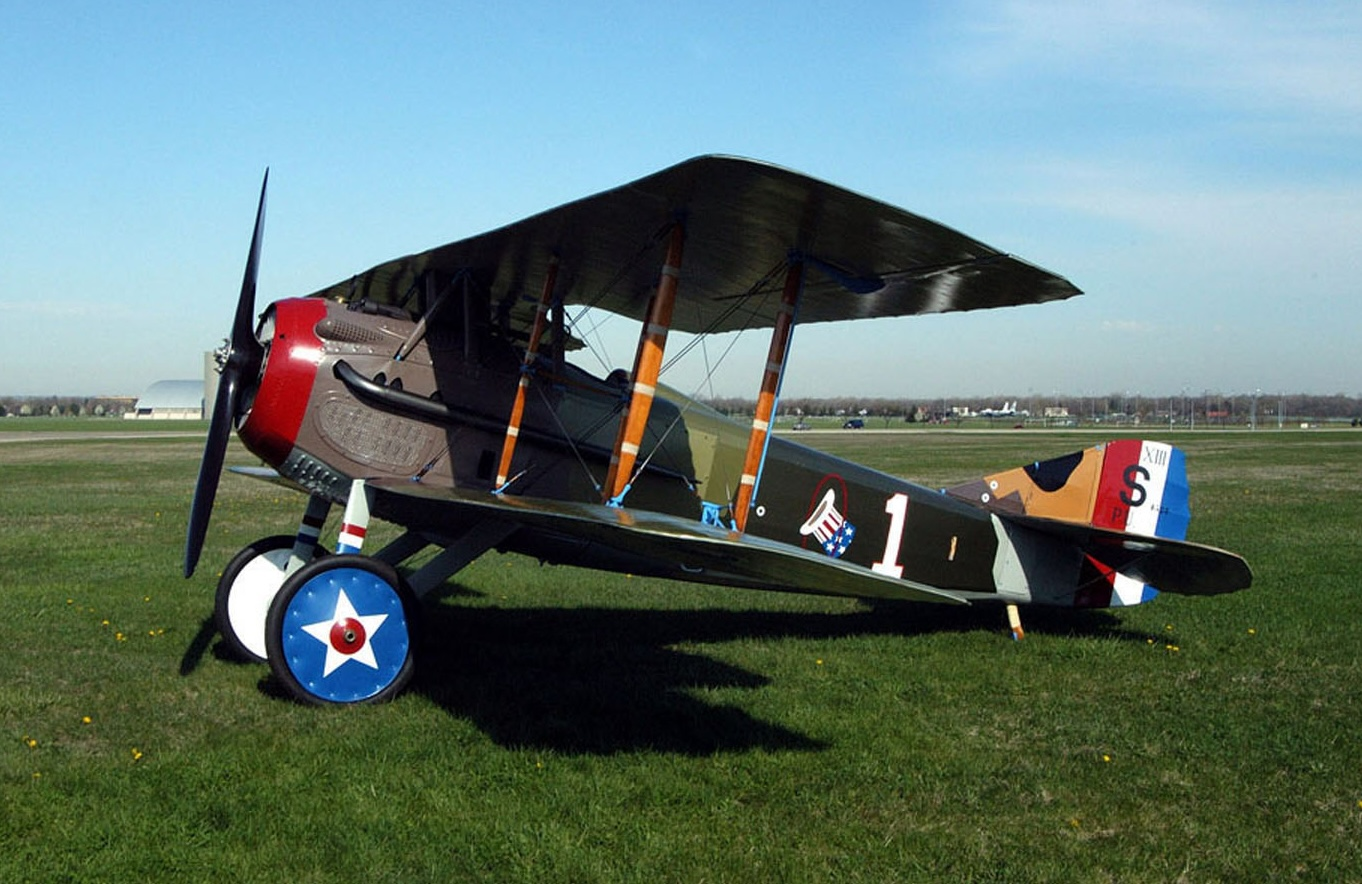
SPAD S.XIII.

L'escadrille SPA 153 a été constituée le 1er juillet 1917 à Étampes sous la dénomination N153. Le premier vol de l'escadrille dura 35 minutes, a été réalisé par le sous-lieutenant Brantome et s'est déroulé le 3 juillet 1917 sur l'avion no 4489. Elle est équipée successivement de Nieuport de chasse biplace puis de Nieuport 24 et 24bis. À ce moment-là, elle appartient à la IIIe armée en compagnie des NI67, N82 et C46. En août 1917, arrivée des SPAD S.VII puis des SPAD S.XIII.
Le 12 décembre 1917, transformation de la N153 en SPA153.
Elle rejoint alors le Groupe de combat no 18 (GC18) avec les SPA48, SPA94 et SPA155.
Le GC 18 est lui-même intégré à l'escadre de chasse no 1 en mars 1918. Elle regagne Plessis-Belleville pour freiner l'offensive allemande contre le front britannique. Subissant de lourdes pertes, six tués, elle termine la guerre avec treize victoires homologuées dont trois Drachen et trois probables.
Les as de l'escadrille sont le sous-lieutenant Barcat (mort en combat aérien le 16 juillet 1918) avec cinq victoires homologuées et une probable, et l'adjudant Halberger avec cinq victoires homologuées.

### L'entre-deux guerres

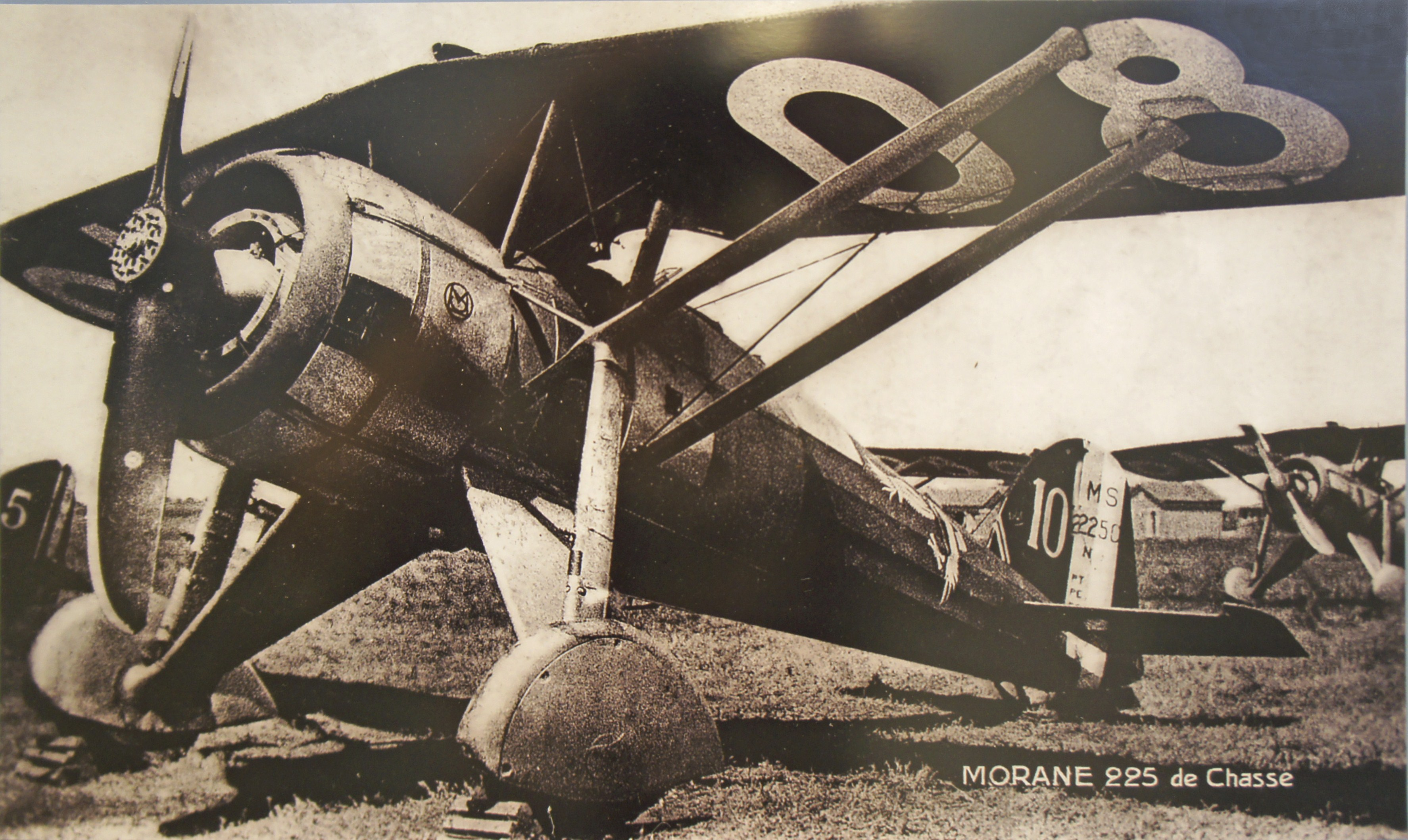
la SPA 153 sur Morane Saulnier à Reims.

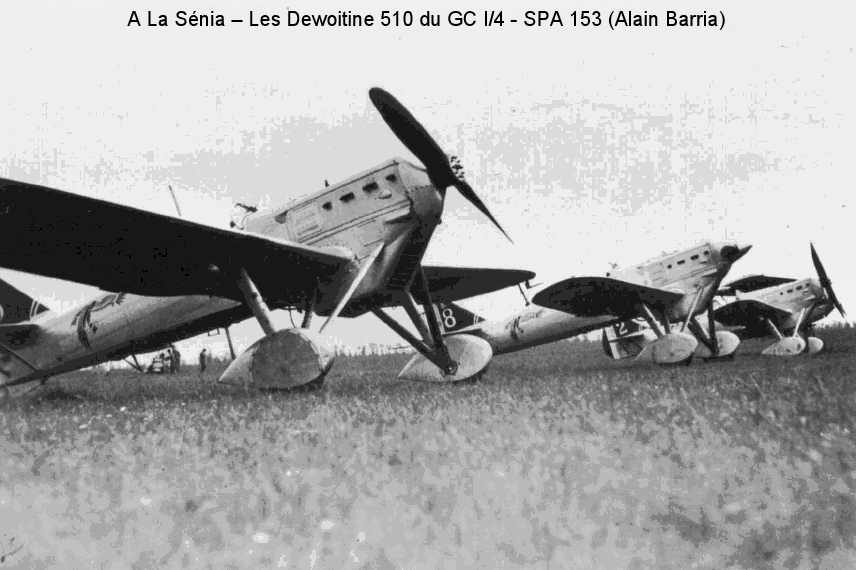
Dewoitine D.510.

L'escadrille sera dissoute le 6 février 1919 à Malzéville puis recréée comme la 10e escadrille du 1er RAC le 1er août 1920 à Thionville. À cette période, les escadrilles sont composées de dix appareils qui peuvent être de type différents. Au SPAD XIII, se rajoute en 1922 le Nieuport Delage NiD29. Elle deviendra la 6e escadrille du 38e RAM le 1er mars 1924. En 1929, elle passera alors sur LGL32.
Le 19 octobre 1924, la SPA153 remporte le concours de tir aérien, le concours de patrouille et termine à la 3e place du concours du plus beau vol individuel. L'année suivante, remporte une nouvelle fois le concours des patrouilles.
Après la dissolution de ce régiment le 16 septembre 1933, la SPA 153 quitte Thionville pour Reims où elle forme avec la SPA 95 le Ier groupe de combat de la 6e escadre, le GC I/6.
En novembre 1933, l'escadrille reçoit ses premiers MS.225.
Le 11 août 1934, la 6e escadre de Reims intervertit son numéro avec la 42e escadre de chasse mixte qui était basé à Chartres et la SPA 153 devient donc la 2e escadrille du GC I/42 et le 30 septembre 1935 arrivée des Dewoitine 500 et 501.
Le 15 octobre 1936, l'escadre devient la 4e escadre de chasse mixte par conséquent la SPA 153 devient la 2e escadrille du GC I/4 toujours en compagnie de la SPA 95 et obtiendra ses premiers Curtiss H75 en avril 1939, à l'aube du second conflit mondial.

### La Seconde Guerre mondiale

#### La campagne de France: septembre 1939 - juin 1940
Stationné à Reims lors de la mobilisation de 1939, le GC I/4 composé des SPA 95 et SPA 153 accomplit sur Curtiss H75 plus de quatre cents sorties d'interception et de missions de reconnaissance. Lors de l'attaque allemande, il couvre les mouvements de la VIIe Armée engagée en Belgique mais doit se replier d'urgence sur Villacoublay où il est chargé de la couverture de la région parisienne et de la protection de la basse Seine : en raison de l'avance allemande, le groupe se trouve contraint de rallier l'Afrique du Nord. Il quitte le territoire français le 23 juin 1940 à bord du navire La Mayenne et arrive à Oran le 26 juin 1940. Le 30 juin 1940, le groupe est au complet à Meknes. La campagne de France se termine pour le GC I/4 avec trente-cinq victoires sûres et sept probables pour 15 blessés et 11 tués dont le chef du groupe, le commandant Heurtaut mort le 10 mai 1940.
Le 20 mai 1940, le GC I/4 reçoit l’ordre de se replier de Dunkerque vers Villacoublay. L’échelonvolant décolle vers 7h00 ce matin-là. Un échelon précurseur composé de deux voitures légères, deux camions Matford quitte le terrain de Dunkerque-Mardyck peu après le départ des avions. Le reste de l’échelon roulant quitte le terrain entre 8h30 et 9h00 ce 20 mai. Le Ltt Bindreiff ouvre la marche, tandis que le médecin capitaine Cadeot ferme la marche dans sa Peugeot 402, le car d’une trentaine de personnes les précède.

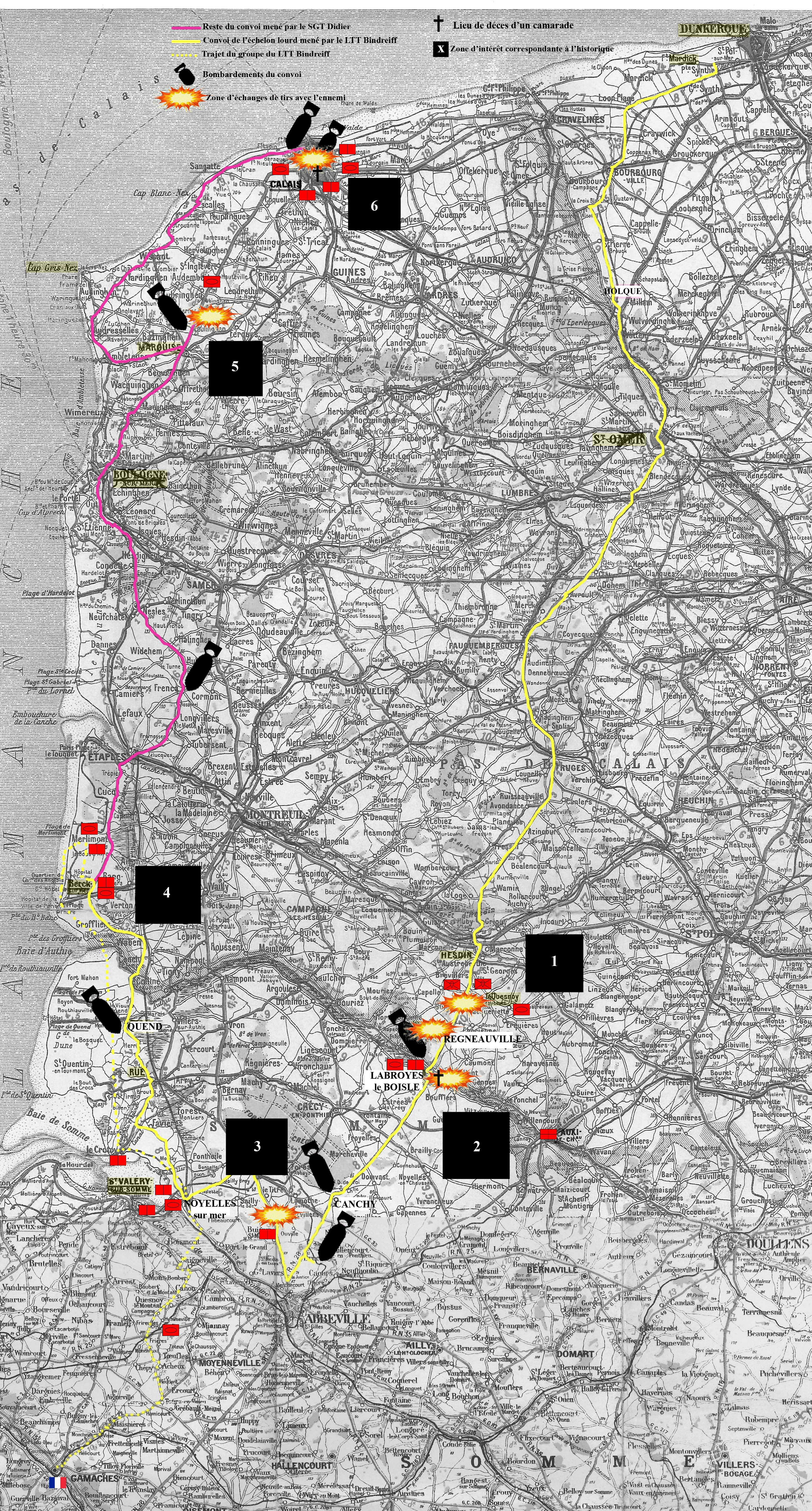
Cette carte illustre le déplacement du convoi de l'échelon lourd du GC I/4 en mai 1940.

À l’approche des Allemands, la population s’est jetée sur les routes, de telle sorte que le convoi arrive à Regnauville, distant de 94 km de Dunkerque à 16h00 et non sans encombre. En effet, la traversée d’Hesdin a été effectuée en 2h30 en raison du nombre de réfugiés belges et français sur les routes. Un camion de l’échelon précurseur y est tombé en panne et est laissé sur place, alors qu’une remorque deux roues avait cassé sa fourche d’attelage quelques kilomètres avant, dans le village de Holque (elle contenait le matériel de hangar de la 1re escadrille).
C’est à 500 m de Regneauville qu’intervient la première tragédie de ce périple. Zone 1 sur la carte.
Une panne de l’autocar en queue de convoi, survenue dans la ville d’Hesdin, avait obligé dans un premier temps, l’ADC Hoffmann alors en tête du convoi, à rejoindre le véhicule en panne tandis que le Ltt Bindreiff continuait sa lente progression avec le reste du convoi. Après réparation de l’autocar, et arrivé aux environs de Regneauville, des coups de feu retentissent et les gens se jettent dans les fossés. Des parachutistes allemands seraient dans les champs environnants, et des chars sont annoncés à Quesnoy en Artois, quelques kilomètres seulement à l’est de leur position. Après une reconnaissance effectuée par quelques éléments du groupe, un sniper et un char allemand sont détectés au niveau de l’église de Regneauville. Le médecin et l’adjudant-chef décident de forcer le barrage dans leur Peugeot 402, suivi par le reste du groupe. Un feu nourri s’abat sur les véhicules, le plafond de la Peugeot est traversé par une rafale de mitrailleuse, heureusement il n’y avait pas d’occupants derrière. Zone 2 sur la carte.
Ils arrivent à passer et s’arrête 4 km plus tard, à l’entrée du village de Labroye sur l’Authie. À cet endroit, la route fait un angle droit, une maison masque le virage et des civils sont couchés dans le fossé. Ceux-ci leur annoncent que des chars allemands sont derrière la maison. Alors que le médecin capitaine et quelques hommes partent en reconnaissance par les champs, le car des hommes s’engage sur la route et tente de forcer le passage, mais un char ouvre le feu sur le véhicule. Plusieurs blessés sont à déplorer, les hommes évacuent le bus et reviennent en arrière. Le médecin prodigue les premiers soins en particulier au soldat Aubert, qui après avoir été pansé, part avec le soldat Saget pour évacuer le conducteur du bus, le soldat Girouard, grièvement blessé. Leur action fut couronnée de succès et les premiers soins furent réalisés sur le chauffeur qui avait perdu son membre inférieur gauche, arraché par un obus du char allemand. Dans les minutes qui suivirent les chars allemands encerclèrent le groupe et ils furent faits prisonniers. Le médecin capitaine Cadeot réussit à obtenir un laissez-passer, pour transporter le soldat Girouard dans l’hôpital d’Auxi-le-Château, où il fut amputé mais décéda le lendemain dans la nuit. Après plusieurs mois de captivité, le médecin capitaine fut libéré en février 1941.
Le Ltt Bindreiff arrive avec son convoi à Abbeville à 22h00, alors que la distance séparant Regneauville d’Abbeville n’est que de 26 km et que l’horaire de passage à Regneauville s’établissait aux alentours de 16h00 ! Mais le convoi a été bombardé deux fois, la première aux environs de Le Boisle obligeant le groupe à s’arrêter 1 heure, le second à Canchy, où l’arrêt n’a été que d’une demi-heure. Bien évidemment aucune information sur la perte d’une partie du groupe survenue quelques heures auparavant n’est connue par le lieutenant. Des soldats belges sont présents sur le terrain d’Abbeville, deux patrouilles mixtes se forment pour aller en reconnaissance sur les positions ennemies. En bas du terrain d’aviation, quatre chenillettes et deux chars sont aperçus. Le lieutenant rejoint le convoi et à sa grande surprise, tous les soldats belges ont quitté la zone. Le convoi fait demi-tour et part en direction de Saint-Valéry pour passer la Somme à cet endroit. Une remorque quatre roues avec le matériel de hangar de la 2e escadrille ainsi que les bagages des hommes est laissée sur place. Zone 3 sur la carte.
Le convoi parcourt 4 km avant de s’arrêter de nouveau à Buigny-Saint-Maclou. Le lieutenant part en reconnaissance dans le village et tombe nez à nez avec une colonne de dix voitures escortées par des autos-chenilles! Le convoi allemand se dirigeant vers Port-le-Grand, le lieutenant rejoignit ses véhicules et ils firent route vers Saint-Valery, les Allemands les mitraillant sur plus d’1 km sans dommages pour nos troupes. À l’approche de Noyelles, le 21 mai à 1h00 du matin, les Allemands tiennent le pont avec un char et des autos-mitrailleuses. Des véhicules civils et militaires jonchent la route menant au pont, mitraillés de toute part. Le convoi fait alors demi-tour, la nouvelle destination est Berck.
La traversée de Rue a été chaotique, le convoi s’est séparé en deux, un groupe qui poursuivait sur le terrain de Boulogne, un autre groupe se dirigeant directement sur Berck. Ce dernier est arrivé à Quend à 9h30 du matin après avoir essuyé un bombardement aérien par un Dornier (les bombes sont tombées 200 m devant le convoi). Le convoi fait une halte en ville pour se reposer et se restaurer. Vers 17h10, le convoi reprend la route de Berck et y arrive vers 20h30.
À peine arrivé, ordre est donné de repartir immédiatement sur Boulogne en raison de l’arrivée imminente de troupes allemandes. À peine le lieutenant a-t-il le temps de rassembler ses hommes, que des autos-chenilles allemandes font irruption sur le terrain d’aviation. Des hommes s’enfuient dans les bois, d’autres grimpent dans des véhicules d’autres groupes aériens et le lieutenant Bindreiff reste avec cinq hommes (l’ADJ Schwarz, le SGT Collart, le SGT Brunclair, les soldats Ganoote et Tampierre). Ils se mirent à l’abri dans les dunes situées au nord du terrain. Le groupe perd dans la nuit les deux soldats, les trois hommes restants poursuivent leur fuite vers le nord et atteignent les grandes dunes situées à 1 km de Merlincourt-plage. Ils décident de passer la nuit à cet endroit. Le lendemain matin, le groupe de trois hommes part vers le sud le long des plages, puis à travers marais et champs, jusqu’à traverser la Somme le 23 mai à 13h30. Le 24 mai vers 10h, les trois hommes retrouvent les troupes françaises au niveau de Gamaches, et ils purent rejoindre Villacoublay quelques jours plus tard. Zone 4 sur la carte.
Une partie des hommes fuyant l’arrivée allemande sur le terrain de Berck, réussirent à embarquer dans leurs véhicules et se dirigèrent vers Boulogne qu’ils atteignirent le lendemain, le mercredi 22 mai vers 7h00 du matin. Vers 11h00 du matin, ordre leur est donné de se diriger vers Calais, l’embarquement par bateau y étant impossible. Le SGT Didier et les autres hommes de son groupe arrivent dans la région de Marquise dans l’après-midi. Ils croisent des troupes de l’infanterie française qui leur annoncent la présence de troupes allemandes sur la route de Calais. Zone 5 sur la carte. Il est décidé de rejoindre Calais via le cap Gris-Nez. Ils arrivèrent à Calais vers 22h00, après avoir été bombardés, et avoir échangé des tirs avec une automitrailleuse allemande, que nos valeureux Français mirent en déroute. Il fut également impossible d’embarquer dans la région de Calais, décision fut donc prise de mettre les véhicules hors d’usage et de défendre la ville en se séparant par petits groupes. Zone 6 sur la carte.
Le 23 mai au matin, après un bombardement intensif de la ville, les Allemands pénètrent dans la ville. Nos hommes situés dans des greniers ou à des fenêtres de maison ouvrent le feu à plusieurs reprises sur l’ennemi. Les soldats Allary et Deval, ont été vus par leurs camarades ouvrant le feu sur des colonnes de fantassins allemands. Le SGT Le Menn lança 1 première grenade sur un groupe d’Allemands à découvert, qui se réfugièrent dans une maison mais ne purent éviter la seconde. Malheureusement, le soldat Allary, précédemment cité pour ses actions héroïques, fut tué d’une balle dans la tête lors d’un échange de tir avec l’ennemi. Vers 15h00, les SGT Didier et Bretzner tentèrent de quitter la ville à bicyclette, profitant du chaos qui y régnait. Ils parviennent à rejoindre la région d’Amiens le 28 mai, mais le SGT Didier, se trompe de route et tombe sur une patrouille allemande et est fait prisonnier. Il sera libéré en décembre 1940.
Le soldat Bachut, était avec le soldat Allary et le SGT Le Menn. Il participa aux échanges de tir et retrouva dans la nuit 24 mai, le corps sans vie du soldat Allary. Ils l’enterrèrent dans Calais, et après plusieurs jours de traque, il fut fait prisonnier mais réussit, après plusieurs tentatives d’évasion, à rejoindre son groupe quelques mois plus tard.
Ont participé entre autres à la défense de la ville de Calais :
- Le soldat Allary, mort dans la soirée du 23 mai 1940,
- Le soldat Bachut, fait prisonnier le 25 mai 1940, mais s’échappa le 12 décembre 1941,
- Les SGT Le Menn, Bertholet, Didier, Deval, l’adjudant Marceau, le caporal Roy faits prisonniers le 28 mai 1940 mais pas d'informations sur la date de leur libération.

Finalement, une poignée d’hommes seulement parvint à rejoindre les lignes françaises, tandis qu’une majorité de mécaniciens fut emprisonné dans des camps de prisonniers allemands, où ils restèrent plus ou moins longtemps aux mains de l’ennemi. En revanche, aucun matériel ne put être sauvé, et certains documents ont été à jamais perdus lors de ce voyage.

#### Dakar: juin 1940 - novembre 1942
Après l'attaque de Mers el-Kébir (golfe d'Oran, Algérie), le GC I/4 reçoit comme mission d'interdire le survol de Dakar aux Anglais à partir de septembre 1940. Une de ses missions aura été entre autres d'assurer la protection du cuirassé Richelieu cible des avions torpilleurs britanniques (Voir la Bataille de Dakar).
À partir du 14 novembre 1940, premiers départs pour Bamako du groupe, pour effectuer des stages d'entraînement. Le groupe reviendra à partir de janvier 1941 à Dakar. Le 27 mars 1941, un Fulmar du 800e squadron se pose par erreur à Dakar. Son équipage est fait prisonnier, et les pilotes du groupe en profiteront pour effectuer quelques heures de vol sur cet avion !

#### Intégration au FAFL et la Campagne d'Afrique: novembre 1942 - juillet 1944
Après le débarquement en Afrique du Nord, les forces françaises d'Afrique du Nord (AFN) et d'Afrique occidentale française (AOF) rejoignent les FAFL et donc les alliés en novembre 1942.
Le 20 décembre 1942, la SPA 124 "Jeanne d'Arc" rejoint le GC I/4 sur la base de Dakar Ouakam avant d'être dissoute le 13 juillet de la même année.

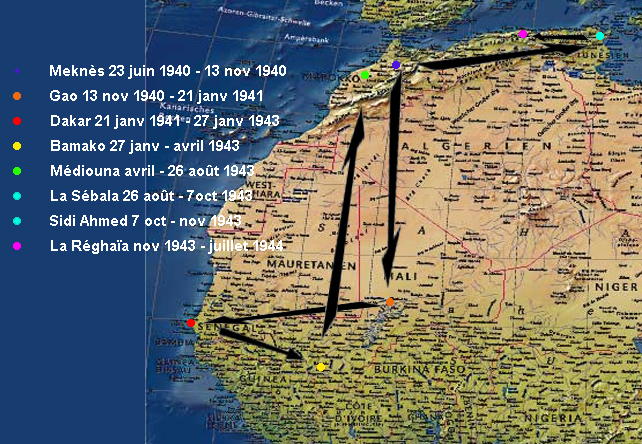
Bases de stationnement de la SPA 153 en Afrique.

Le 27 janvier 1943, le GC I/4 s'envole pour Bamako pour former un corps expéditionnaire en Afrique occidentale française (AOF).
Avril 1943, les États-Unis ré-équipent les forces françaises en matériels plus récents, et ce sont les premiers entraînements sur P-39 Airacobra en vue du futur remplacement des Curtiss toujours sous le commandement du capitaine Barbier. Les avions arriveront officiellement dans l'unité entre le 24 juin et le 1er juillet 1943.
En septembre 1943, une directive arrive de Londres pour que chaque groupe français prenne le nom d'une province française. Le premier nom proposé est Flandres car c'est dans cette région que le groupe a vécu ses plus durs combats mais ce nom est déjà utilisé par un autre groupe FAFL. Se sentant un peu oublié du commandement, le groupe cherche un nom marquant ce sentiment d'abandon et c'est le nom Navarre qui sera choisi, cette province étant une petite parcelle de France mais toujours associée à la France dans cette expression connue de tous, « de France et de Navarre ». Le GC I/4 devient donc le GC I/4 "Navarre".

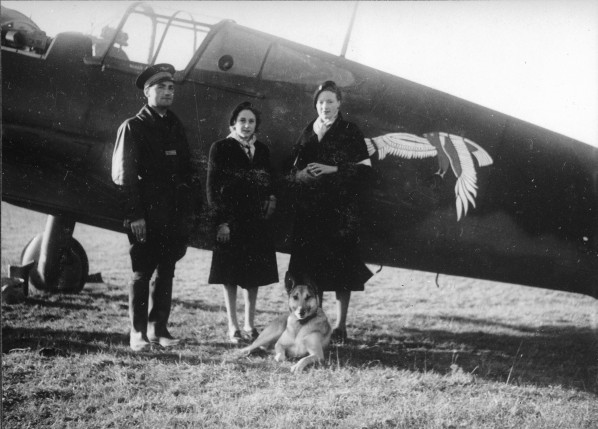
B. Barbier devant son Curtiss en compagnie des deux marraines de l'escadrille SPA 153.
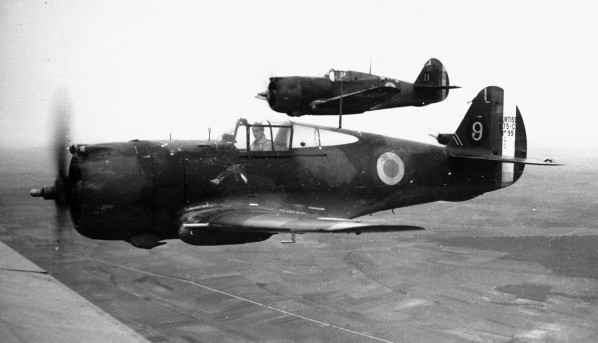
3 Curtiss H75 de la SPA 153 en formation.

La mission principale de groupe devient alors la protection de bateaux en haute mer, mission extrêmement difficile pour les P-39 monomoteurs, lents et peu manœuvrant, c'est la période du Coastal Command qui perdurera jusqu'en juillet 1944.
Le 18 mars 1944, le LTT Auber emmène le LTT Lacombe à bord de son P-39 pour qu'il constate lui-même les vibrations : "Je fais enlever les postes radios, l'IFF positionnés sur le plancher au-dessus du moteur et je me glisse dans cet emplacement (NDLR : sur P-39, le moteur se situe derrière le cockpit), ma tête était à côté de celle du pilote(…). Jamais je n'avais vu vibrer pareillement une planche de bord, toutes les aiguilles des instruments de vol battaient à un tel point qu'il était impossible de faire une lecture correcte."
Bilan du Coastal command :
- 1 928 sorties en protection de convois,
- 236 sorties en scramble,
- 150 sorties en sea rescue,
- 245 missions de sweep soit 2 559 sorties pour un total de 4 090 h de vol, avec six victoires homologuées sur des Ju88.

#### Retour en France: juillet 1944 - septembre 1945
Le 21 juillet 1944, la SPA153 poursuit ses combats avec des avions américains mais est équipée désormais de P-47 Thuderbolt. Elle change également de mission, passant sous le Tactical Command, elle et tout le GC I/4 doivent maintenant attaquer les voies de communications, des véhicules ainsi que des trains. Ils rejoignent tous leur nouvelle base de déploiement situé à Alto en Corse dès le 27 juillet 1944.
Ils participent à partir du 2 août à des missions de bombardement sur le nord de l'Italie. « Dès le 6 août, commençant à opérer seul, il endommagea deux ponts routiers dans la même journée et détruisit le lendemain, par deux coups directs un pont voie ferrée entre Allessandria et Ovada. Trois jours après, il se signala tout particulièrement en coulant dans le port d'Impéria un navire de dix mille tonnes ».
Vint ensuite le débarquement en Provence et l'opération Dragon. « Pour être efficace, l'attaque des pièces lourdes exigeait l'emploi de bombes de 1 000 livres. Jusqu'alors les Groupes ne s'en étaient jamais servis. Cette charge supplémentaire (…) changeait les conditions du décollage et le rendait plus difficile. Trois jours auparavant, le Capitaine de Montravel en avait fait l'essai avec des bombes inertes, de façon à expliquer aux pilotes les directives nécessaires. »
Le GC I/4 Navarre poursuit sa remontée vers la frontière allemande, il arrive le 8 septembre 1944 à Ambérieu. « Pour l'instant tout le monde se tenait encore dans le bâtiment principal de l'usine, (…) sauvé par un F.F.I. (…) au moment où il allait sauter comme les autres. Sept tonnes de dynamite subsistaient encore lorsqu'on l'occupa. »
« Le 22 novembre, le GC I/4 détruisit en une seule mission vingt-sept véhicules, une automitrailleuse, une locomotive et un bâtiment, (…)". »
Le 29 décembre 1944, l'échelon volant se pose sur l'aérodrome de Dôle-Tavaux.
Le 28 mars 1944, c'est pour rejoindre la base de Luxeuil que l'ensemble du groupe prend l'air. Durant toute cette période, les bombardements sur Frieburg et sa région étaient quotidiens.
Le 12 avril 1944, c'est pour s'occuper de la poche de Royan et de rendre à la navigation les 2 bords de la Gironde que les avions de la SPA 153 sont déployés à Bordeaux. Le 20 avril 1945, le groupe rentre à Luxeuil. Le 25 avril 1944, départ pour Strasbourg-Geispolsheim, la nouvelle base d'affectation de la SPA153 et ce jusqu'à l'armistice.
Le 1er mai 1945, le GC I/4 "Navarre" effectue sa dernière mission de la Seconde Guerre mondiale.
Le GC I/4 Navarre termine le conflit avec six victoires homologuées, trize tués. Ce qui fait un total pour toute la période du conflit : quarante-huit victoires sûres, huit probables, quarante-trois appareils perdus, quarante tués.

### L'après-guerre
Le GC I/4 quitte Strasbourg pour Trêves jusqu'en mai 1947 puis à Friedriechshafen jusqu'en août 1948.
Le 1er juillet 1947, le GC I/4 change de dénomination et devient le GC I/3 Navarre, et reçoit ses premiers Spitfire MkIX en juin 1948. Dernier vol sur P-47 Thuderbolt le 24 mai 1948.

### Des guerres coloniales à la guerre froide
En octobre 1945, la France décide de réaffirmer leur autorité en Indochine, partie de leur empire colonial aux mains du Japon depuis cinq ans.
Les forces françaises, commandées par le général Leclerc, débarquent à Saïgon en octobre 1945 et se trouvent confrontées à une situation difficile. Les rapports entre la Chine et la France furent compliqués en particulier pour le Tonkin, où il fallut attendre mars 1946, pour que le corps expéditionnaire français de Leclerc entre à Hanoï et Haiphong. Le problème n’est pas pour autant résolu, puisque les Japonais, avant de partir, ont favorisé le développement d’un mouvement nationaliste, le Viet-Minh, avec à sa tête un certain Hô Chi Minh. Celui-ci avait déclaré l’indépendance des territoires contrôlés. La négociation entre la France et le mouvement nationaliste dura jusqu’en décembre 1946, où à ce moment-là les divergences entre les deux entités aboutirent à un conflit ouvert.

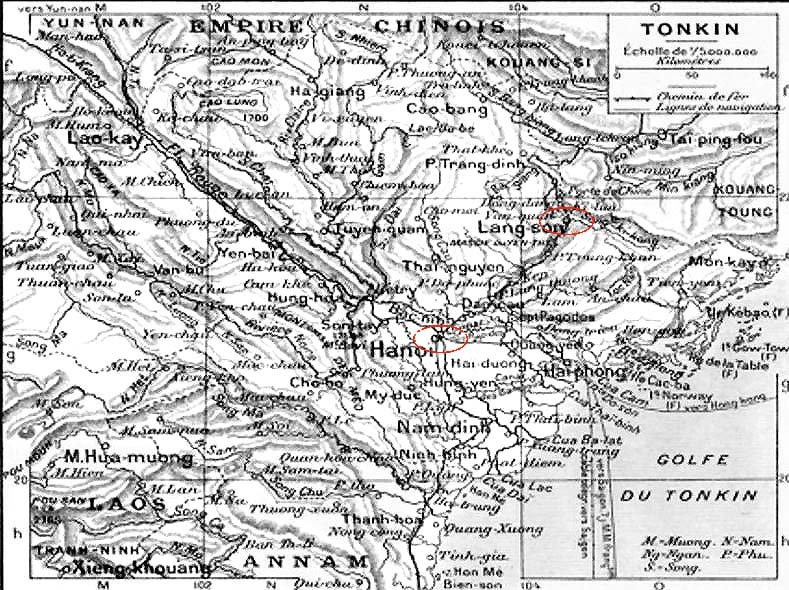
Bases Tonkin.

Le 4 septembre 1948, le 1/3 Navarre embarque sur le Pasteur, direction l’Indochine. Arrivée du bateau à Haiphong le 24 septembre, le transfert du personnel vers le terrain de Hanoï Gia-lâm est effectué en Ju52 le lendemain.
L’Indochine réserve un accueil particulier aux nouveaux arrivants, en effet, le 28 septembre, un typhon exceptionnel s’abat sur la région et le terrain en particulier. Les rues sont recouvertes d’environ 70 cm d’eau. Sur le terrain, toutes les toitures sont arrachées, les portes envolées, par miracle les avions sont indemnes.
Le commandant de la SPA 153 est le Ltt Collin, et il est accompagné de onze pilotes. En ajoutant les pilotes de la SPA 95, les soixante-treize mécaniciens du groupe, on a cent dix personnels "Divers", on obtient donc un effectif moyen de deux cents personnes pour le détachement.
Les premiers vols ont lieu dès le 26 septembre, le Ltt Humbert décolle en premier, il fait 30 min de vol, suivi par le Sgt Lales puis par les pilotes de la SPA 95.
Le commandant d’escadrille de la SPA 95, le Cne Le Corre se tue aux commandes de son Spitfire le 24 oct 1948.
Le 7 décembre, début de l’opération « Pégase », au cours de laquelle l’escadron est amené à mettre en vol une mission toutes les 45 minutes. 25 heures de vol sont réalisées dans la journée, un record !
Le 20 janvier 1949, à 10h45, le sergent-chef Valiquet s’envole sur le Spitfire MK690, le « A » dont le moteur vient d’être changé. À peine en l’air, il a une baisse de régime et vient s’écraser dans un marigot à 1 km au NW du terrain. Il faudra plus d’une heure et demie d’efforts pour récupérer le corps, l’avion est en miettes et les sauveteurs ont de l’eau jusqu’au cou. Bien qu’arrivé depuis peu au sein du groupe, il avait totalisé déjà 800 h de vol et avait rapidement gagné les sympathies de tout le monde.
Le 6 février, cinq spitfire vont sur la base de Langson, et la SPA153 est la première à alimenter le détachement, la « une » les remplacera ultérieurement. Les sept "Spit" restants déménagent sur le terrain de Bach-Maï en raison du début des travaux de réfection de la piste d’Hanoï Gia-lâm, qui devraient durer un mois. Le 4 mars, retour des sept "Spit" sur Hanoï.
Lors de l’opération « Pomone », fin mai 1949, il ne restera plus que trois avions disponibles le 27 ! la plupart ont été touchés par des tirs de DCA.
Le 8 juin, décès du Ltt Boursier de la SPA95, son avion, touché par un obus dans le radiateur, s’écrase à proximité du terrain de BaoHa. Le pilote succombera quelques heures plus tard à l’hôpital, victime de graves brûlures et diverses fractures.
Le 3 septembre, arrivée de seize P-63 "Kingcobra", ils ont pour le GC I/5 qui relèvera les GC I/3 qui reversera ses Spitfire au 2/3 Champagne. Il faudra attendre le 8 septembre pour que l'alerte soit prise par les "cobra".
Le 11 septembre, nouveau drame pour le groupe, la SPA95 est endeuillée par la mort de l’ADJ Bouchard lors d’une attaque de jonques.
Le 20 septembre, le GC 1/3 dépasse le record des 3 800 h sur le théâtre détenu jusqu’alors par le groupe de chasse « Lafayette ».
Le 29 septembre, cinq Spitfire sont convoyés vers le terrain de Tourane où est basé le 2/3. Le lendemain les "spit" restants sont en vol pour lâcher les pilotes de la 5e escadre, avec pour objectif de ne pas franchir la frontière chinoise, en effet depuis quelques jours une "no fly zone" de 5 km, infranchissable, a été créé.
Le 2 octobre, la 5 prend la tête de son détachement, les six spitfire n’ont toujours pas de date de départ.
C’est le 26 octobre 1949, que le groupe embarque sur le « De Rhodes » pour rejoindre Saïgon puis ce sera le « Champollion » qui ramènera une partie du groupe en métropole, l’autre partie rentrera sur un DC-4 de la T.A.I..
La campagne d’Indochine pour le GC 1/3, c’est 3 851 heures en 3757 sorties dont 3 473 heures de guerre en 3266 sorties.
Retour pour l'échelon aérien le 27 novembre 1949 où il stationnera désormais de nouveau à Friedrichshaffen en attendant la remise en état du terrain de Reims.
Le 7 juin 1950, le groupe reçoit ses premiers Vampire.
Le 15 novembre 1950, douze Vampires quittent définitivement l'Allemagne pour Reims.
Le GC I/3 Navarre devient escadron de chasse 1/3 Navarre le 1er novembre 1950. La SPA153 reste la 2e escadrille de l'escadron ; À partir du 17 février 1951, l'escadron vole successivement sur trois versions du F-84 jusqu'en 1959.
L'escadrille est engagée lors de la crise du canal de Suez en 1956 alors qu'elle vole sur F-84F. du 1er au 30 octobre 1956, exercices combinés avec les britanniques. Les deux premiers jours de novembre correspondent au début des hostilités. Des missions de mitraillages, de bombardements et de tirs de roquettes sur les terrains d'aviation égyptiens bordant le canal de Suez seront réalisées. Les avions sont équipés avec six mitrailleuses de 12,7 mm de trois cents coups chacune et huit roquettes de 5 inch. À partir du 7 novembre, l'activité est quasi nulle. Le bilan de l'opération est de 1 456 roquettes tirées, 107 000 projectiles de 12,7 mm tirés en 318 missions soit 440 heures. Retour de tous les appareils le 23 décembre 1956.
Le « Navarre » échange ensuite ses F-84F contre des Republic F100D Supersabre en 1959.
Le 15 juin 1961, il s'installe sur la base de Lahr en Allemagne fédérale. À partir du 16 mai 1963, sa mission de défense aérienne est remplacée par la mission de frappe nucléaire; l'escadron assurera une alerte de jour à deux avions en 15 minutes et une alerte de nuit à quatre avions en 30 minutes.
À partir de septembre 1961, de nombreux pilotes et mécaniciens de l'escadrille participeront à des missions de maintien de l'ordre en Algérie.
En novembre 1962, le premier officier renseignement est affecté au 1/3.
Le 2 juin 1966, arrivée des Mirage IIIE et déménagement de la base de Lahr en août 1967, en raison du départ de la France de l'OTAN, pour sa base définitive, la base de Nancy-Ochey. Elle y retrouve la 7e Escadre qui vole sur Mystère IV.
Les missions seront désormais:
- l'aide à la pénétration grâce au missile AS-37 Martel,
- la couverture des forces terrestres par des missions d'appui au sol avec des bombes classiques et l'AS30,
- la défense aérienne avec le Matra R530.

Fin 1969, la mission de défense aérienne est allégée, et les missiles Matra R530 sont remplacés par des Sidewinder. En avril 1971, les équipages participent aux premiers stages d'informations sur le missile AS37 Martel et l'escadron achève sa transformation en juin 1974. La mission principale devient alors la pénétration offensive avec le Martel, ses missions secondaires seront l'assaut conventionnel et la défense aérienne.
Le 17 mai 1973 la 7e Escadre quitte Nancy-Ochey pour Saint-Dizier ce qui permet aux deux escadrons de la 3e Escadre de quitter leurs tentes et "shelters" pour des bâtiments définitifs.
L'escadron va se spécialiser dans l'attaque de bateaux, le 19 mai 1980, le CNE Veron est le premier a tiré un AS37 bon de guerre sur un navire situé au large de l'île du Levant, mission couronnée de succès.
Un jumelage franco-canadien est effectué avec la 433e escadrille de Bagotville en juin 1972, octobre 1976 et septembre 1980.
L'EC I/3 perd sa mission Martel en 1991 au profit de l'AS-30 IR, la même année, l'escadron va retrouver l'Afrique lors d'un échange avec les Mirage F1 marocains de Sidi Slimane.
Le 12 mars 1993, dernier vol sur Mirage IIIE au 1/3 Navarre, capitalisant un total de 97528 h 55 de vol en 109 069 sorties.

### L'arrivée du Mirage 2000D
Dès mars 1993, l'escadron commence sa transformation sur Mirage 2000D à Mont-de-Marsan, alors que l'arrivée officielle de l'avion s'est déroulée sur la base de Nancy le 29 mars 1994.
L'entrée en service se fera en plusieurs étapes :
- Avions du 601 au 606 livrés au standard R1N1L (capacité AS-30L seule)
- Avions du 607 à série du 620 au standard R1N1 avec capacités air-sol réduites (Bombe F4[13])

Tous ces avions seront modifiés début 1995.
Le 23 juillet 1993, premier tir AS-30L de nuit effectué par un équipage de l'Armée de l'air, en l'occurrence les capitaines Schiltz, de la SPA153, et le sous-lieutenant Warme du 1/3 Navarre. Ce tir permet de valider le système d'arme du Mirage 2000D avec l'AS 30L. Quelques jours plus tard, la cellule RAPACE est créée avec six avions. Cette cellule regroupe le noyau dur des équipages formés sur Mirage 2000D à Mont-de-Marsan, elle n'est donc composée que d'anciens.
Il faut noter la constitution d'une 3e escadrille, la SPA62 et son coq de combat rejoignent l'EC I/3 Navarre le 23 janvier 1995.
À partir du 19 février 1994, la cellule RAPACE est déclenchée, un ensemble composé de l'escadron 1/3 avec ses Mirage 2000D et l'escadron 2/3 avec ses M2000N K2 se dirigent vers Cervia (Italie) en mars 1994, c'est le début des opérations pour le Mirage 2000D.
Le 8 juin 2017, une cérémonie anniversaire s'est déroulée sur la Base Aérienne 133 de Nancy-Ochey pour le centenaire des escadrilles SPA 95 et SPA 153.

#### Deny FlightpuisDeliberate Forcede 1994 à 1996
Le 12 avril 1993, l'opération Deny Flight est déclenchée. Cette opération qui consiste en l'application de la résolution 816 du conseil de sécurité de l'ONU, en mettant en place une zone de vol interdite au-dessus de la Bosnie-Herzégovine. L'ONU et l'OTAN étendent par la suite cette opération à l'appui aérien rapproché des forces de la FORPRONU. De mars 1994 au 23 décembre 1995, l'Escadron 1/3 Navarre sera présent avec ses Mirage 2000D pour effectuer essentiellement des missions d'appui aérien rapproché. Pendant le mandat de Deny Flight, l'opération Deliberate Force va se déclencher. En effet entre le 30 août et le 20 septembre 1995, 1026 bombes et missiles air-sol vont être tirés sur des positions militaires de Bosnie-Herzégovine. L'escadron va s'illustrer avec le tir de deux AS-30L (sur les quatre tirés par le Mirage 2000D) de deux membres de ses équipages, le capitaine Tiraboshi et le lieutenant Viau. Cette opération reste dans les mémoires de la base de Nancy avec la perte d'un Mirage 2000N K2 touché par un 9K32 Strela-2 le 30 août 1995, l'équipage restera 104 jours aux mains des serbes avant d'être libéré.
À l'issue de cette campagne, l'escadron rentre à Nancy et poursuit sa transformation avec l'arrivée de nouveaux armements comme la BGL-1000.

#### Le Kosovode 1999 à 2001
À la suite d'une résolution de l'ONU, les Mirage 2000D vont retourner en Italie mais sur la base d'Istrana cette fois pour l'opération Allied Force. Après une campagne de bombardement intense entre le 23 mars et le 10 juin 1999, l'essentiel des missions se résumera à de l'appui aérien rapproché.
Les configurations des avions pour les missions de bombardements étaient :
- 2 Magic II + 1 AS 30L + 1 bidon ventral + 1 bidon sous voilure + 1 POD de désignation Laser (PDLCTS ou ATLIS II)
- 2 Magic II + 1 BGL-1000 sous fuselage + 2 bidons sous voilure + 1 POD de désignation Laser (PDLCTS ou ATLIS II)
- 2 Magic II + 4 MK-82 ou 4 EU2 de 250 kg
- 2 Magic II + 1 GBU-12 sous fuselage + 2 bidons sous voilure + 1 POD de désignation Laser (PDLCTS ou ATLIS II)

L'escadron verra l'avènement de la GBU-12 pendant cette opération.
Les forces aériennes françaises ont effectué environ 2 000 sorties durant ce conflit et 420 missions ont réalisé un tir effectif de 988 bombes dont 398 bombes lisses de 250 kg et missiles.
Fin juillet 2001, le dernier Mirage 2000D décolle de la base d'Istrana avec le capitaine Dillenseger de la SPA153 aux commandes.

#### L’Afghanistande 2002 - de nos jours

##### Manas 2002 - 2005
À la suite des attentats du 11 septembre 2001 à New York et Washington, une coalition organisée par les États-Unis avec l'Alliance du Nord et de nombreuses nations occidentales ont pour objectif de capturer Oussama ben Laden, détruire l'organisation Al-Qaïda qui possédait des bases dans le pays.
L'escadron de chasse 1/3 Navarre sera leader lors du premier déploiement des Mirage 2000D sur la base Bichkek-Manas au Kirghizistan en février 2001 dans le cadre de l'opération "Héraclès". Rapidement, les forces françaises sont mises à contribution en participant à l'opération américaine "Anaconda" où 47 bombes GBU-12 ont été tirés du 1er au 18 mars 2002.
La configuration des Mirage 2000D est :
- 1 Magic II + 2 GBU-12 sous fuselage + 2 bidons sous voilure + 1 POD de désignation Laser (PDLCTS ou ATLIS II)

##### Dushambé 2005 - 2007
Pour diminuer le temps de transit et être plus réactif, l'Armée de l'air redéploye ses forces aériennes sur la base de Dushambé au Tadjikistan. L'escadron de chasse 1/3 Navarre est leader sur le 2e détachement, et c'est le 1er octobre 2005 qu'une patrouille mixte de l'EC 02.003 et de l'EC 01.003 ouvrira le feu sur des positions talibanes en renfort des forces spéciales françaises.

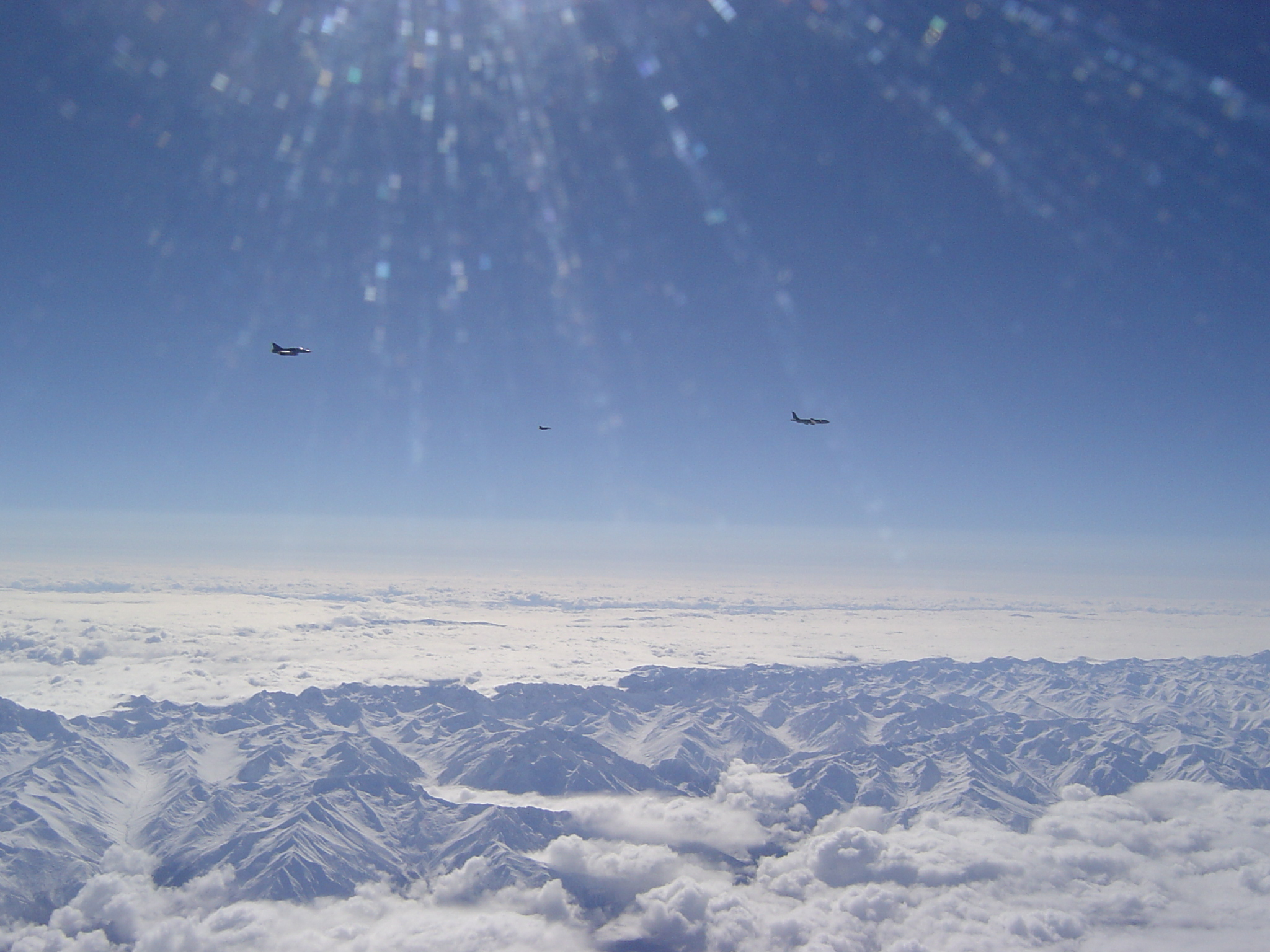
Mirage M2000D de la SPA153 au-dessus de l’Himalaya en vol vers l'Afghanistan avec le ravitailleur

L'équipage du 1/3 était composé d'un pilote de la SPA95 et du capitaine Hermetet de la SPA153. Il s'agit du premier tir de l'ère Douchanbé et le premier tir français depuis "Anaconda".
L'opération française se nomme désormais opération "Serpentaire".
Le Mirage 2000D verra arriver des postes radio cryptés pendant cette période.
La configuration des Mirage 2000D est :
- 2 GBU-12 sous fuselage + 2 bidons sous voilure + 1 POD de désignation Laser (PDLCTS ou ATLIS II) + DDM[18].

La perte du MAGIC II s'explique par l'absence totale de menace air-air.

##### Kandahar 2007 – de nos jours
En septembre 2007, les escadrons déménagent,, de nouveau et vont stationner sur la base de Kandahar. Les 6 premiers mois les équipages logeront sous tentes avant d'avoir des bâtiments aux normes anti-roquettes…
La configuration des Mirage 2000D est :
- 2 GBU-12 sous fuselage + 2 bidons sous voilure + 1 POD de désignation Laser (PDLCTS ou ATLIS II) + DDM.

En janvier 2010, apparition de la munition à guidage Laser et/ou GPS, la GBU-49 qui permet aux équipages de tirer sur des coordonnées à travers une couche nuageuse par exemple.
En janvier 2011, la liaison 16 fait son apparition sur le Mirage 2000D et est employée pour la première fois dans un contexte opérationnel.

#### République démocratique du Congo (RDC) en 2003
À la suite d'une résolution de l'ONU pour venir en support de la MONUC, l'opération Mamba-Artémis est déclenchée par la France entre le 6 juin et le 6 septembre 2003. Les Mirage 2000D sont déployés sur la base de Ndjamena au Tchad et voleront au-dessus de la RDC quotidiennement. Des Show of Forces seront réalisés à plusieurs reprises mais aucun armement ne sera délivré.
Les deux détachements étaient composés de personnels des trois escadrons et des membres de la SPA153 étaient bien évidemment présents.
La configuration des Mirage 2000D est :
- 2 GBU-12 sous fuselage + 2 bidons sous voilure + 1 POD de désignation Laser (PDLCTS ou ATLIS II) + DDM.

#### La campagne de Libye mars 2011 - oct 2011
Le 19 mars 2011, la France intervient militairement en Libye après le vote aux Nations unies de la résolution 1973. Les premières missions décollent de Nancy puis quelques jours après les avions sont déployés sur la base de Solenzara. Une fois de plus, l'EC 01.003 Navarre se distingue en participant à la première mission du conflit.
Le 26 mars, le capitaine B. et le capitaine Hermetet de la SPA153 illuminent la première GBU-49 tirée sur le théâtre libyen.
Le 28 mars, le lieutenant Picchiottino de la SPA 153, avec son pilote le capitaine Galantin, illumine la 1re GBU-24 de l'armée de l'air tirée en opération.

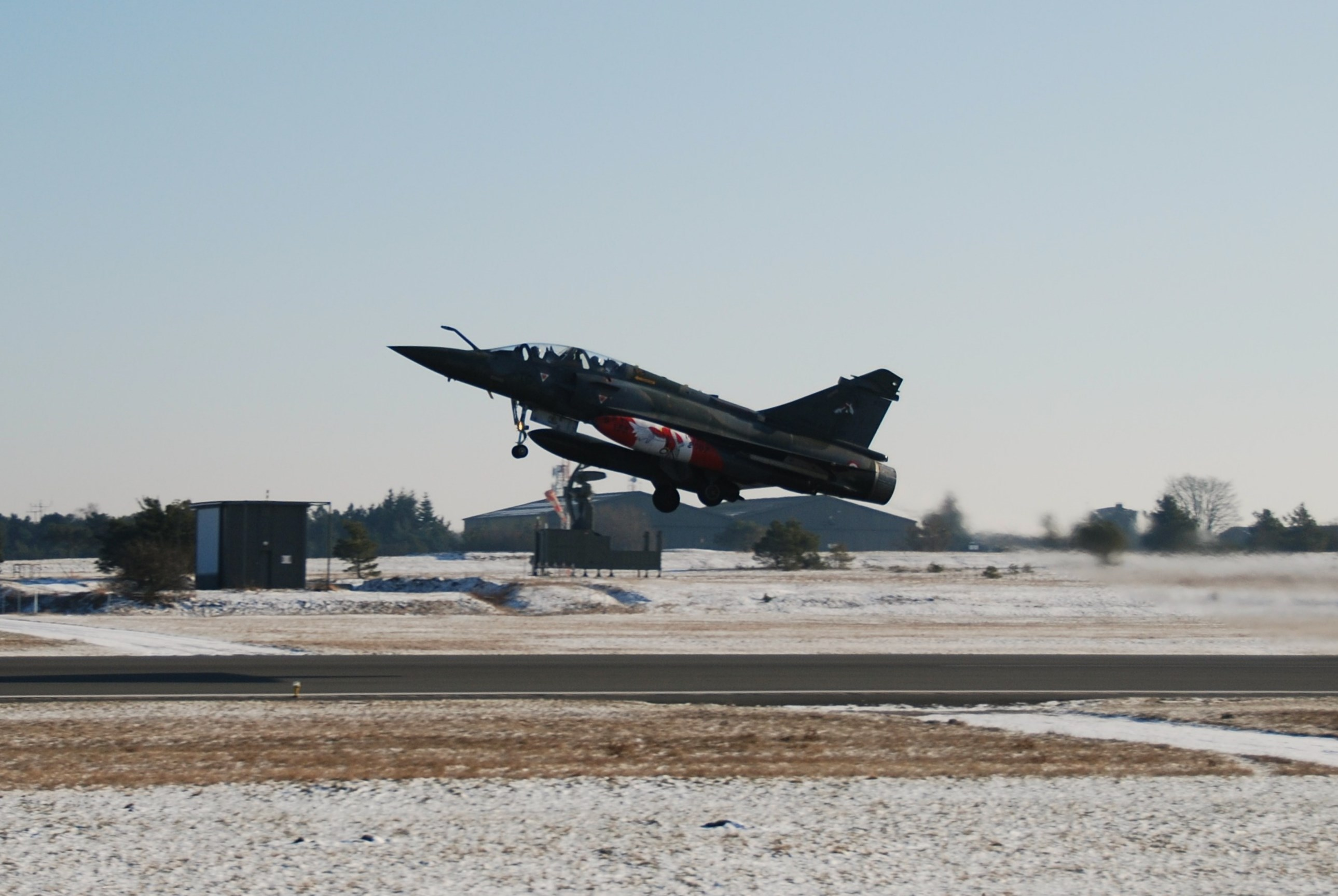
M2000D

Le 10 août, le commandant Boireau, ancien commandant d'escadrille de le SPA153, illumine la 1re GBU-16 de l'armée de l'air tirée en opération.
Le 18 avril 2011, les Mirage 2000D sont redéployés sur la base aérienne de Chania en Crète où ils opérèrent jusqu'au 31 octobre 2011, date à laquelle l'OTAN cessa les hostilités à la suite de la chute de la ville de Syrte.
Les configurations des avions pour les missions de bombardements étaient :
- 1 Magic II + 1 GBU-24 ou 1 GBU-16 sous fuselage + 2 bidons sous voilure + 1 POD de désignation Laser (PDLCTS ou ATLIS II) + DDM,
- 1 Magic II + 2 GBU-12 ou 2 GBU-49 ou 2 GBU-22 sous fuselage + 2 bidons sous voilure + 1 POD de désignation Laser (PDLCTS ou ATLIS II) + DDM,
- 1 Magic II + 1 SCALP-EG sous fuselage + 2 bidons sous voilure + DDM.

#### Opération Serval - Barkhane: janvier 2013/juillet 2014 - août 2014/en cours
Le 11 janvier 2013, à la demande de L’ONU et des autorités maliennes, la France a lancé une opération militaire en appui des forces maliennes baptisée dans un premier temps Shykra puis opération Serval. Cette opération a pour but de stopper la progression des groupes djihadistes vers le sud du Mali ainsi que d’assurer la sécurité des ressortissants français.
La première phase de l’opération a débuté par un raid d’hélicoptères Gazelle dans la journée du 11 janvier puis un raid de deux fois deux M2000D au départ de N’Djamena a bombardé des positions ennemies à proximité de Mopti dans la nuit. Des membres de la SPA153 étaient présents dans ce dont entre autres le commandant d’escadron, le commandant d’escadrille ainsi que 2 autres personnes soit un total de quatre « gypaètes » sur huit ! Cette nuit-là, huit GBU-49 ont été largués sur différentes positions, stoppant définitivement l’avancée des djihadistes.

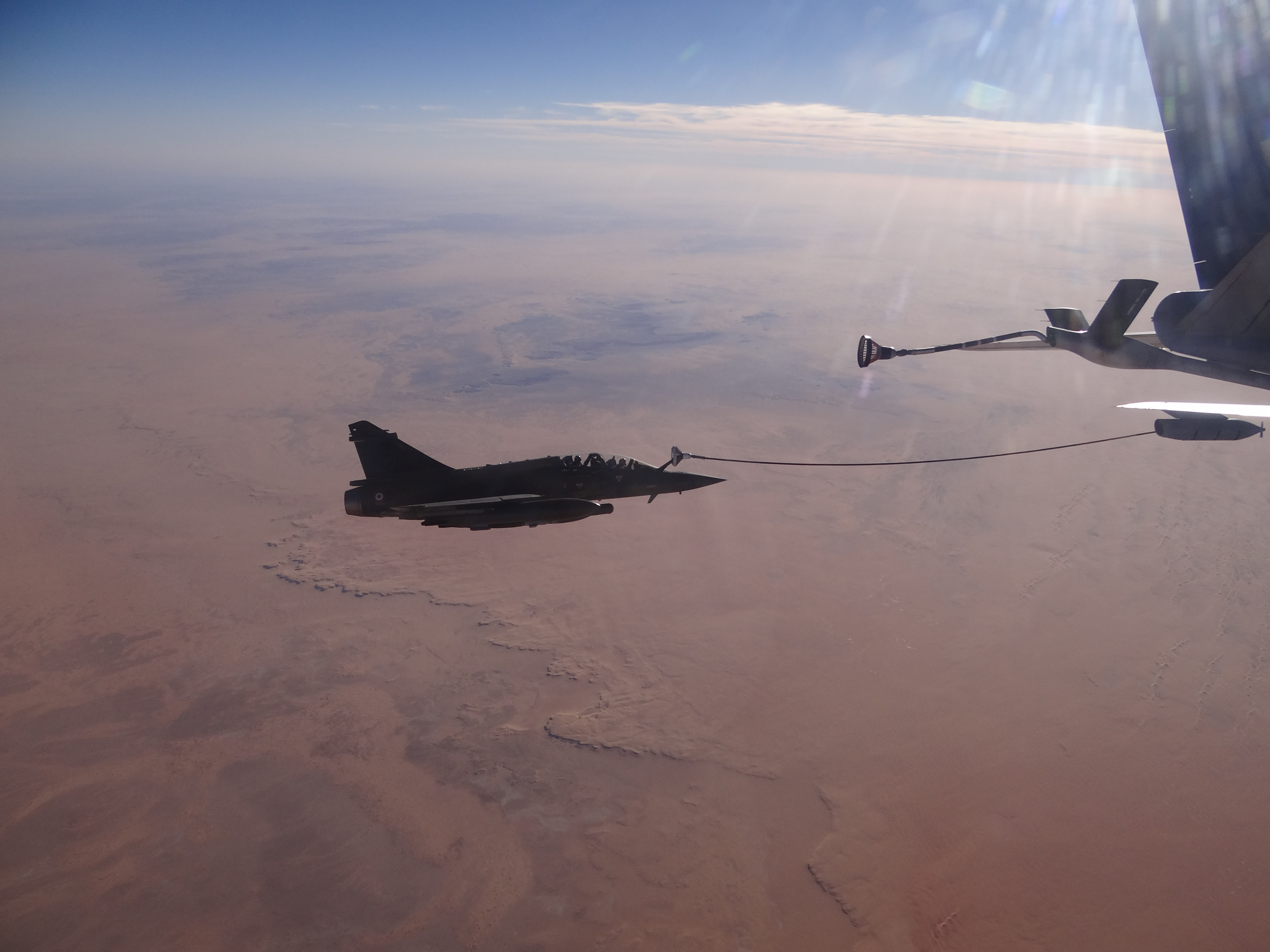
Ravitaillement en vol d' un Mirage 2000D au Mali

La seconde phase de l’opération a commencé dans les jours qui ont suivi avec le déploiement des forces conventionnelles au sol pour libérer les différentes villes du pays. Le 17 janvier, libération de Konna, le 19 janvier, libération de Diabali, le 26 janvier, libération de l’aéroport de Gao et de la ville quelques heures plus tard. Le 28 janvier, libération de l’aéroport de Tombouctou et de la ville dans les heures qui suivirent.
Ensuite tout le monde s’est dirigé vers le nord du pays et particulièrement dans le massif des Adrar, où pendant plus d’un mois (fin février – fin mars) des opérations de fouilles et de sécurisation de caches ont été effectuées.
La phase en cours depuis la fin des opérations dans le massif des Adrar, consiste en la sécurisation du pays, l’aide au rétablissement des forces armées gouvernementales et à une transition vers un déploiement de force de l’ONU et de la MISMA.
La SPA153 a été présente tout au long des opérations en participant à de nombreuses frappes sur l’ennemi. Les personnels mécaniciens de l’escadrille se sont également illustrés par leur travail quotidien dans des conditions de travail difficile.
Le 1er août 2014, début officiel de l'opération Barkhane, qui remplace Serval. La SPA153 est déployé entre autres, sur l'aéroport de Niamey au Niger.
Les configurations des avions pour les missions de bombardements étaient :
- 2 GBU-12 ou 2 GBU-49 sous fuselage + 2 bidons sous voilure + 1 POD de désignation Laser (PDLCTS ou ATLIS II ou DAMOCLES) + DDM,
- 3 Mk.82 AIRBURST + 2 bidons sous voilure + 1 POD de désignation Laser (PDLCTS ou ATLIS II ou DAMOCLES) + DDM.

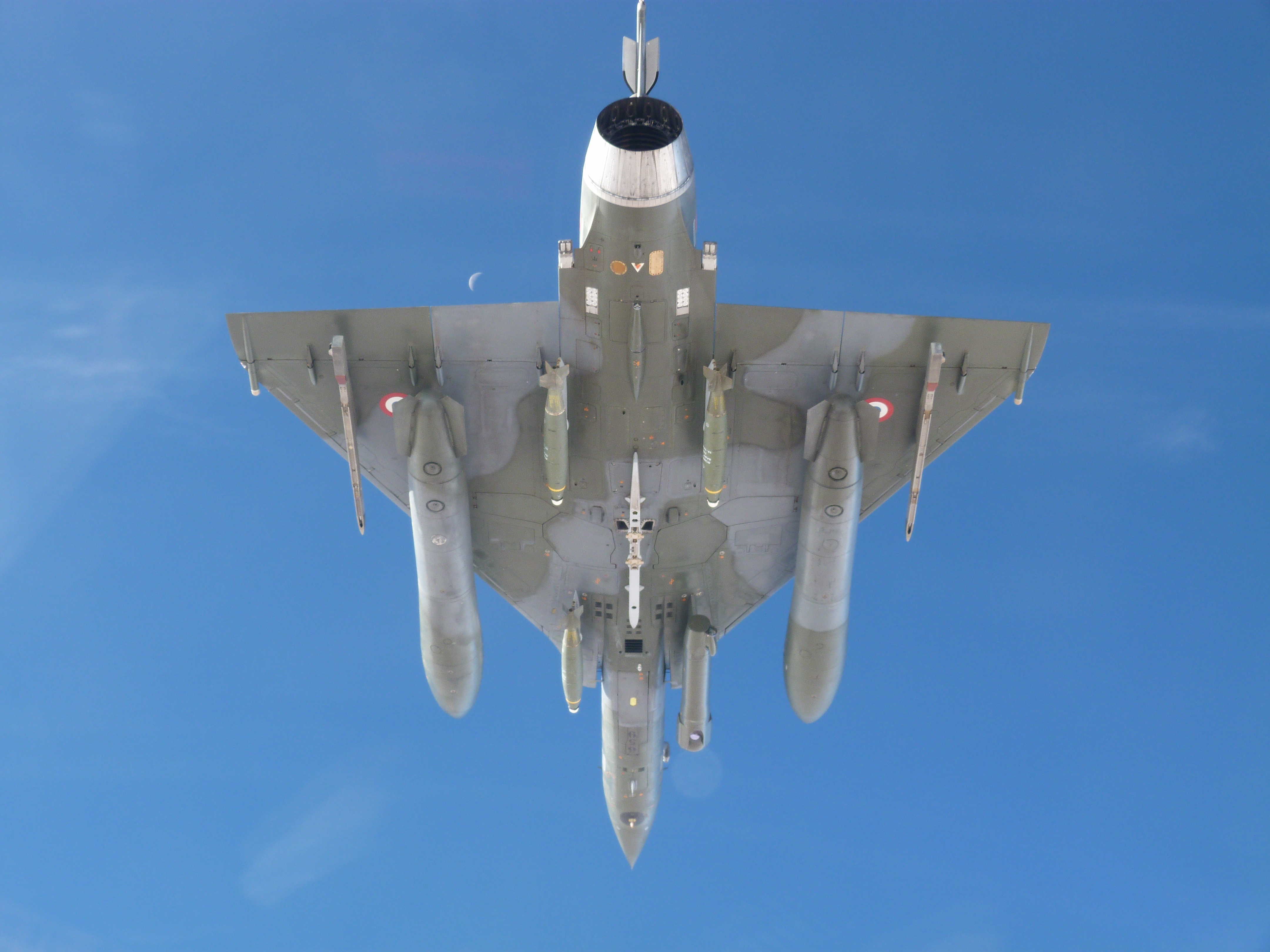
Configuration d'emport de 3 Mk 82 Airburst, d'un PDLCTS et de bidons sous voilure.

#### Opération Chammal: novembre 2014 - août 2016
Le 28 novembre 2014, en réponse aux attentats du 13 novembre 2014, le gouvernement français décide de renforcer le dispositif militaire français, en déployant les Mirage 2000D en Jordanie. Des équipages de la SPA 153 furent amenés à ce déployer pendant toute la durée de ce déploiement.
Une réarticulation des forces aériennes est décidée par l'état français et le 29 aout 2016, les derniers Mirage 2000D quittent la Jordanie pour rentrer en métropole, ils sont remplacés par des avions Rafale.
Les configurations des avions pour les missions de bombardements étaient :
- 2 GBU-12 ou 2 GBU-49 sous fuselage + 2 bidons sous voilure + 1 POD de désignation Laser (PDLCTS ou ATLIS II ou DAMOCLES) + DDM + 1 Magic II,
- 1 GBU-24 + 2 bidons sous voilure + 1 POD de désignation Laser (PDLCTS ou ATLIS II ou DAMOCLES) + DDM + 1 Magic II,
- 1 GBU-16 + 2 bidons sous voilure + 1 POD de désignation Laser (PDLCTS ou ATLIS II ou DAMOCLES) + DDM + 1 Magic II,
- 1 missile SCALP + 2 bidons sous voilure + DDM + 1 Magic II.

## Les commandants de l'escadrille
| Capitaine Gigodot             | 1er juillet 1917   | 25 septembre 1918 | Lieutenant Viguier                     | 30 septembre 1918  | 18 novembre 1918  |
| Lieutenant Pellet             | 19 novembre 1918   | 16 mars 1919      | Lieutenant de Cazeau                   | 1er août 1920      | ???               |
| Lieutenant Weiser             | 1924               | 1925              |                                        |                    |                   |
| Lieutenant Borne              | septembre 1933     | mai 1936          | Lieutenant ??? puis Lieutenant O'Byrne | mai 1936           | août 1939         |
| Capitaine Barbier             | 26 août 1939       | 10 juin 1940      | Lieutenant de Montravel                | 11 juin 1940       | 20 novembre 1940  |
| Capitaine Viguier             | 21 novembre 1940   | 22 juin 1942      | Capitaine Delfino                      | 23 juin 1942       | 26 juillet 1943   |
| Lieutenant Husson             | 27 juillet 1943    | 6 mars 1944       | Lieutenant Minot                       | 21 mars 1944       | 26 juillet 1944   |
| Capitaine Fabry               | 27 juillet 1944    | 8 mai 1945        | Capitaine Lacolle                      | mai 1945           | 31 août 1949      |
| Capitaine Collin              | septembre 1949     | 31 mai 1950       | Capitaine Chausse                      | 1er juin 1950      |                   |
| Lieutenant Crassous           | 1er juillet 1955   | août 1957         | Sous-lieutenant Biju-Duval             | septembre 1957     | août 1958         |
| Lieutenant Azimont            | 1er septembre 1958 | 30 juin 1961      | Lieutenant Roland-Billecart            | 1er juillet 1961   | 31 août 1963      |
| Capitaine Rouault             | 1er septembre 1963 | 31 août 1964      | Capitaine Razbinski                    | 1er septembre 1964 | 31 août 1966      |
| Capitaine de Rougevin-Baville | 1er septembre 1966 | 31 août 1968      | Capitaine Cœuret                       | 1er septembre 1968 | 31 août 1971      |
| Capitaine Portat              | 1er septembre 1971 | 31 août 1973      | Capitaine Peccavy                      | 1er septembre 1973 | 31 août 1976      |
| Capitaine Capponnex           | 1er septembre 1976 | 31 août 1979      | Capitaine Rossia                       | 1er septembre 1979 | 31 octobre 1981   |
| Capitaine de Gaudemaris       | 1er septembre 1981 | 31 août 1982      | Capitaine Lamendin                     | 1er septembre 1982 | 31 août 1984      |
| Capitaine Garnier             | 1er septembre 1984 | 31 août 1986      | Capitaine Bouvarel                     | 1er septembre 1986 | 31 août 1988      |
| Capitaine Saussier            | 1er septembre 1988 | 31 août 1990      | Capitaine Bougueret                    | 1er septembre 1990 | 31 août 1993      |
| Capitaine Schiltz             | 1er septembre 1993 | 31 août 1996      | Capitaine Barret                       | 1er septembre 1996 | 31 août 1997      |
| Capitaine de Rivals-Mazères   | 1er septembre 1997 | 31 août 1999      | Capitaine Piaugeard                    | 1er septembre 1999 | 31 août 2001      |
| Capitaine Périchaud           | 1er septembre 2001 | 31 août 2002      | Capitaine Serventon                    | 1er septembre 2002 | 31 août 2005      |
| Capitaine Dillenseger         | 1er septembre 2005 | 31 août 2007      | Capitaine Houlot                       | 1er septembre 2007 | 31 août 2009      |
| Capitaine Boireau             | 1er septembre 2009 | 30 avril 2011     | Capitaine Longeard                     | 1er mai 2011       | 30 juin 2013      |
| Capitaine Buscaglia           | 1er juillet 2013   | 04 décembre 2014  | Capitaine Flageollet                   | 05 décembre 2014   | 30 septembre 2015 |

## Appareils successifs

### Nieuport 24
| Envergure    | 8,18 m         |
| Longueur     | 5,88 m         |
| Poids maxi   | 544 kg         |
| Vitesse maxi | 187 km/h       |
| Moteur       | Le Rhône       |
| Plafond      | 5 500 m        |
| Armement     | 1 mitrailleuse |

### SPAD VII

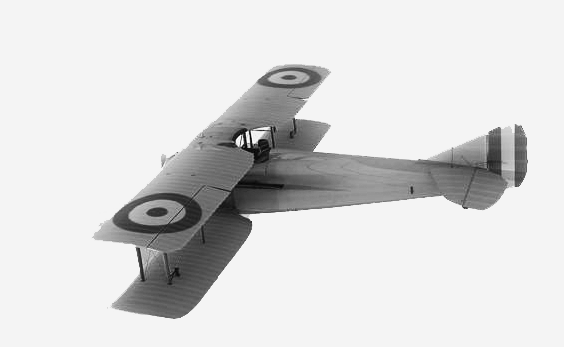
SPAD VII

| Envergure    | 7,82 m                                |
| Longueur     | 6,10 m                                |
| Poids maxi   | 740 kg                                |
| Vitesse maxi | 192 km/h                              |
| Moteur       | Hispano-Suiza 8a puis 8ac             |
| Plafond      | 5 334 m                               |
| Armement     | 1 mitrailleuse Vickers de soit 7,7 mm |

### SPAD XIII

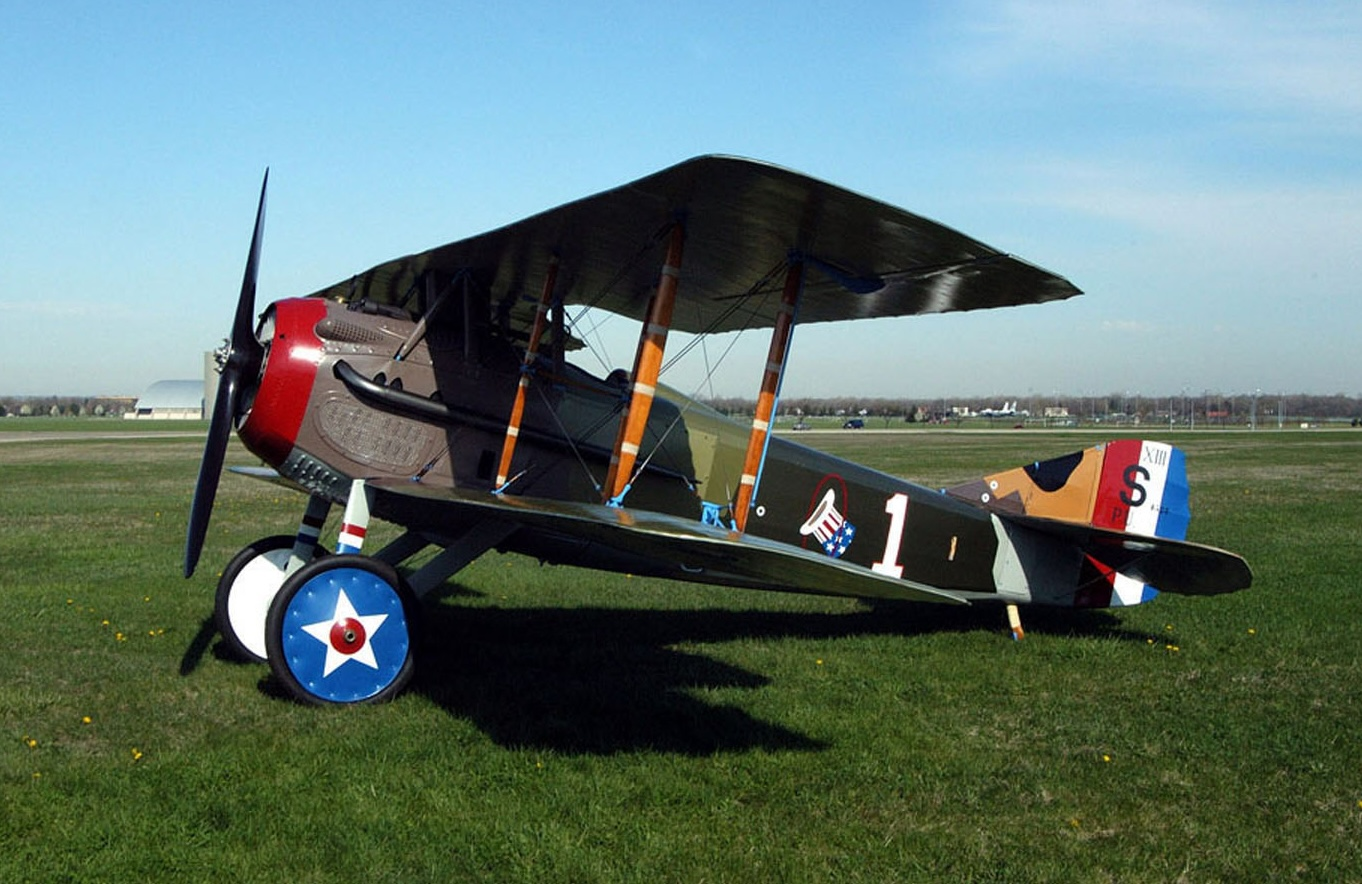
SPAD XIII

| Envergure    | 8,25 m                                                                      |
| Longueur     | 6,25 m                                                                      |
| Poids maxi   | 845 kg                                                                      |
| Vitesse maxi | 234 km/h                                                                    |
| Moteur       | Hispano-Suiza 8B-V8                                                         |
| Plafond      | 6 650 m                                                                     |
| Armement     | 2 mitrailleuses Vickers synchronisées de 7,7 mm avec 500 cartouches chacune |

### Nieuport Delage 29

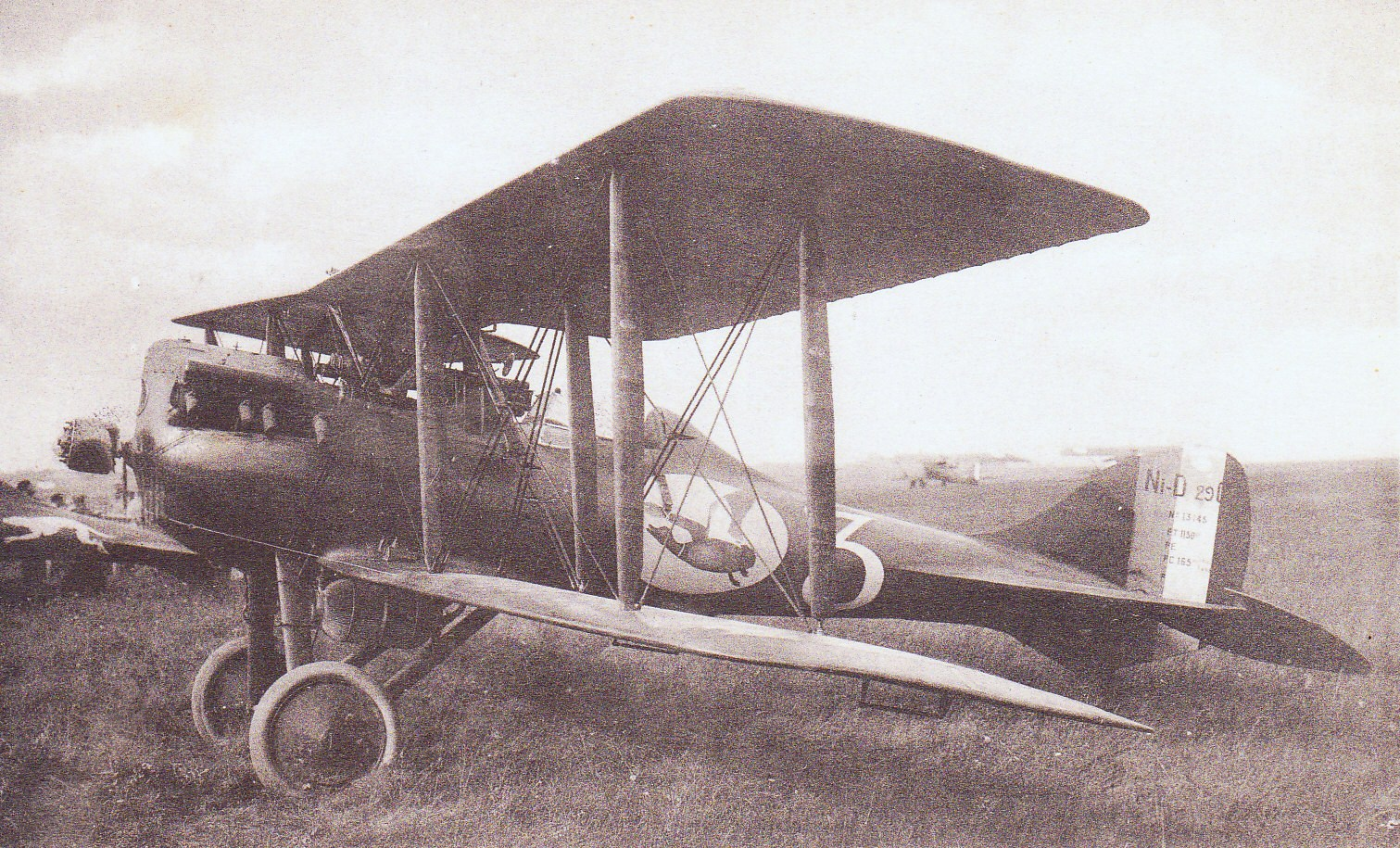

| Envergure    | 9,70 m                                          |
| Longueur     | 6,50 m                                          |
| Poids maxi   | 1 192 kg                                        |
| Vitesse maxi | 236 km/h                                        |
| Moteur       | Hispano-Suiza 8Fb                               |
| Plafond      | 7 700 m                                         |
| Armement     | 2 mitrailleuses Vickers synchronisées de 7,7 mm |

### Loire-Gourdou-Leseurre LGL.32
| Envergure    | 12,20 m                    |
| Longueur     | 7,55 m                     |
| Poids maxi   | 1 376 kg                   |
| Vitesse maxi | 237 km/h                   |
| Moteur       | Gnome et Rhône Jupiter 9Ac |
| Plafond      | 8 750 m                    |
| Armement     | 2 mitrailleuses            |

### Morane-Saulnier_MS.225
| Envergure    | 10,56 m                                                         |
| Longueur     | 7,24 m                                                          |
| Poids maxi   | 1 580 kg                                                        |
| Vitesse maxi | 335 km/h                                                        |
| Moteur       | Gnome et Rhône 9Kbrs                                            |
| Plafond      | 9 500 m                                                         |
| Armement     | 2 mitrailleuses fixes Vickers de 7,7 mm montées sur le fuselage |

### Dewoitine D500 - D501

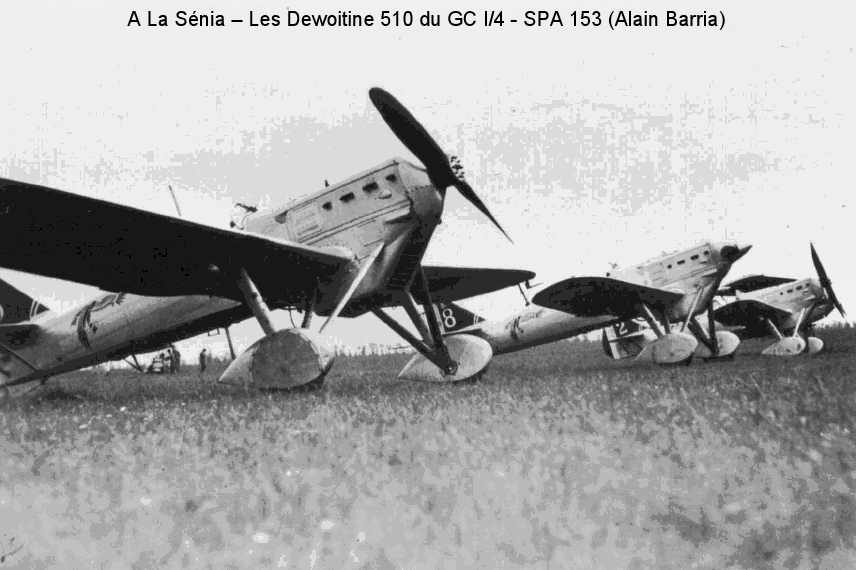
Dewoitine D500

| Envergure    | 12 m                  |
| Longueur     | 7,74 m                |
| Poids maxi   | 1,710 t               |
| Vitesse maxi | 359 km/h              |
| Moteur       | Hispano-Suiza 12 Xbrs |
| Plafond      | 11 000 m              |
| Armement     | 4 mitrailleuses       |

### Curtiss H-75

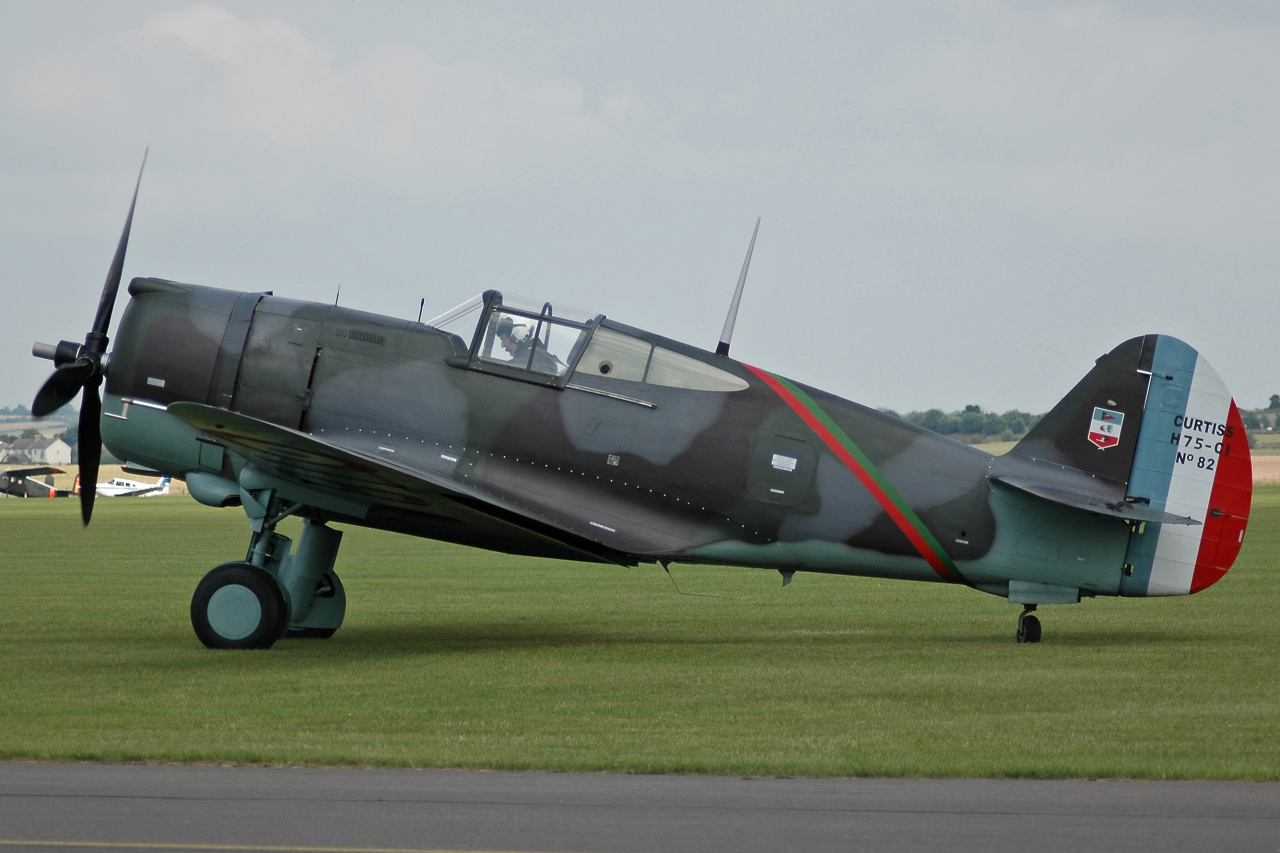
Curtiss H75

| Envergure    | 11,38 m                               |
| Longueur     | 9,75 m                                |
| Poids maxi   | 2 608 kg                              |
| Vitesse maxi | 520 km/h                              |
| Moteur       | Pratt & Whitney R-1830-SC-G Twin Wasp |
| Plafond      | 10 000 m                              |
| Armement     | 4 mitrailleuses fixes soit 7,5 mm     |

### P-39 "Aircobra"
| Envergure    | 10,36 m |
| Longueur     | 9,19 m |
| Poids maxi   | 3,765 t |
| Vitesse maxi | 620 km/h |
| Moteur       | Allsion V-1710-83 de 1200 ch |
| Plafond      | 9 000 m |

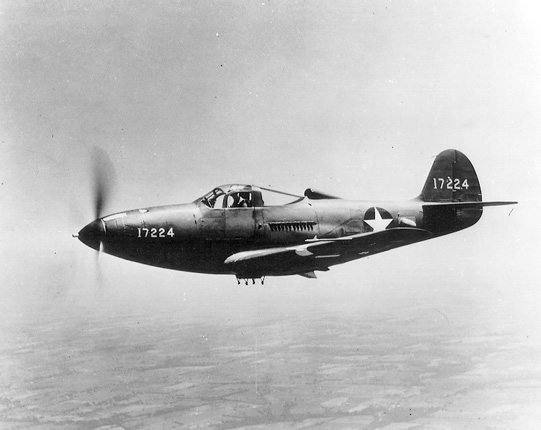
P-39 "Aircobra"

| Armement     | 1 canon de 37 mm dans le moyeu de l'hélice 2 mitrailleuses de 12 mm synchronisées 4 mitrailleuses de 7,62 mm dans les ailes 2 bombes de 125 kg sous les ailes ou 1 bombe de 227 kg |

### P-47 "Thunderbolt"
| Envergure    | 12,40 m |
| Longueur     | 11,99 m |
| Poids maxi   | 8,8 t |
| Vitesse maxi | 690 km/h |
| Moteur       | Pratt et Witney de 2000 ou 2200 ch, hélice quadripale de près de 4 m de diamètre                                                                                |
| Plafond      | 12 800 m |

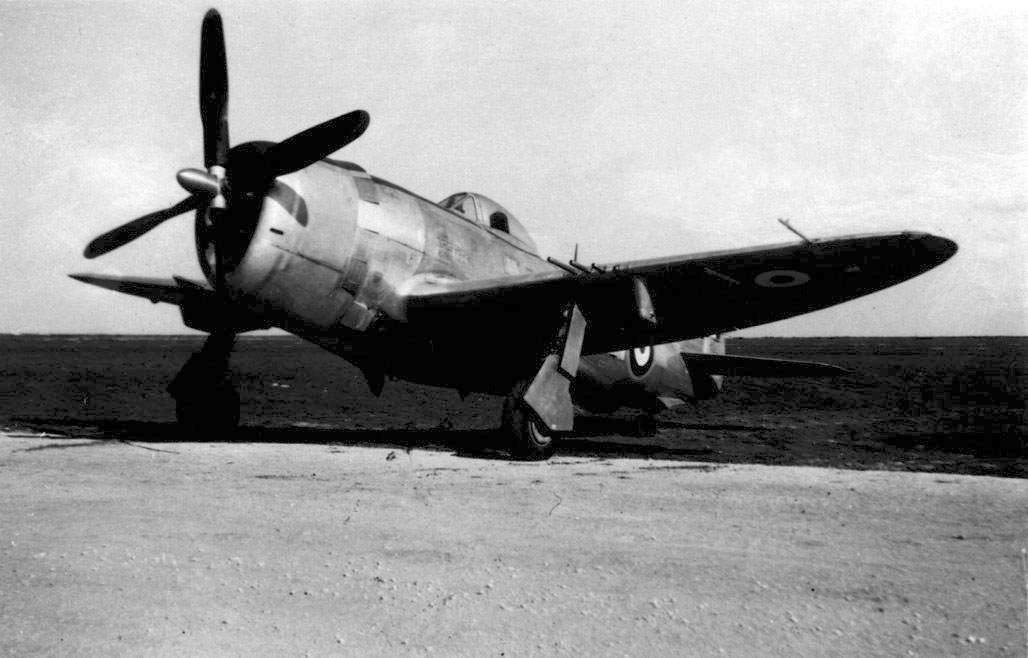
P-47 "Thunderbolt"

| Armement     | 8 mitrailleuses de 12,7 mm dans les ailes 18 bombes incendiaires ou 2 bombes de 227 kg (napalm ou non) ou 6 de 100 kg sous les ailes 1 belly tank de 75 gallons |

### SPITFIRE MkIX

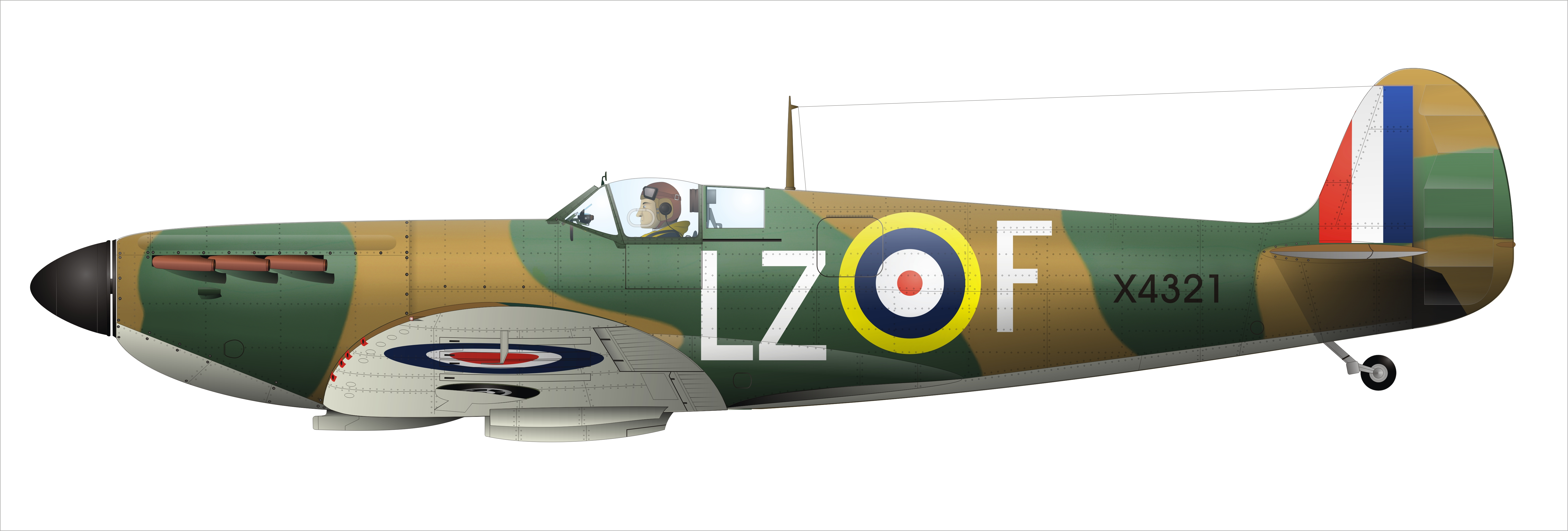
Spitfire Mk.IX

| Envergure    | 11,23 m                                                             |
| Longueur     | 9,47 m                                                              |
| Poids maxi   | 3 100 kg                                                            |
| Vitesse maxi | 575 km/h                                                            |
| Moteur       | Rolls-Royce Merlin 61 12-Cylindres en V                             |
| Plafond      | 13 105 m                                                            |
| Armement     | 1 canon Hispano de 20 mm et 1 mitrailleuse Browning calibre 12,7 mm |

### De Havilland Vampire

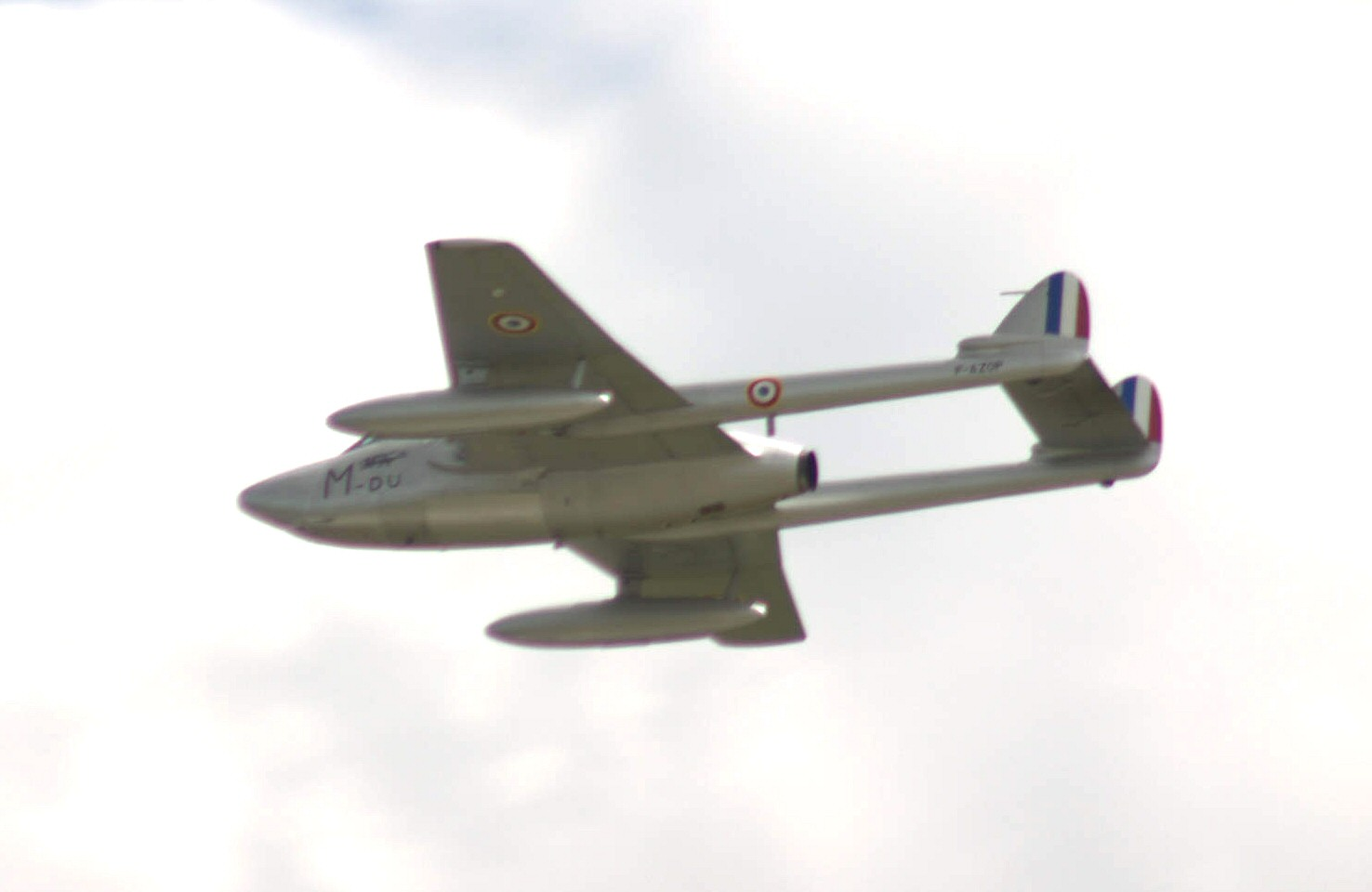
Vampire

| Envergure    | 11,58 m                                 |
| Longueur     | 9,37 m                                  |
| Poids maxi   | 5,63 t                                  |
| Vitesse maxi | 860 km/h - Mach 0,78                    |
| Moteur       | Gobelin II de 1,36 t de poussée         |
| Plafond      | 12 192 m                                |
| Armement     | 7 points d’emport 2 réservoirs de 454 l |

### F-84 "Thunderjet"
| Envergure    | 11,1 m |
| Longueur     | 11,6 m |
| Poids maxi   | 10,6 t |
| Vitesse maxi | 1000 km/h |
| Moteur       | Allison J35-A-2,925 t de poussée                                                                                   |
| Plafond      | 16 000 m |

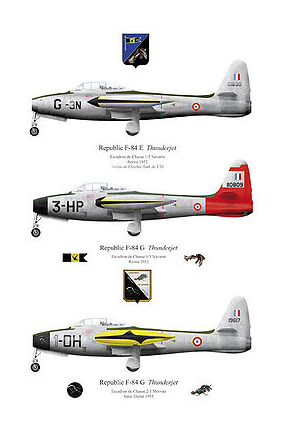
F-84 E&G

| Armement     | 6 mitrailleuses de 12,7 mm 8 roquettes HVAR ou 2 bombes de 100 à 1 000 livres Des réservoirs de 230 ou 450 gallons |

### North_American_F-100_Super_Sabre

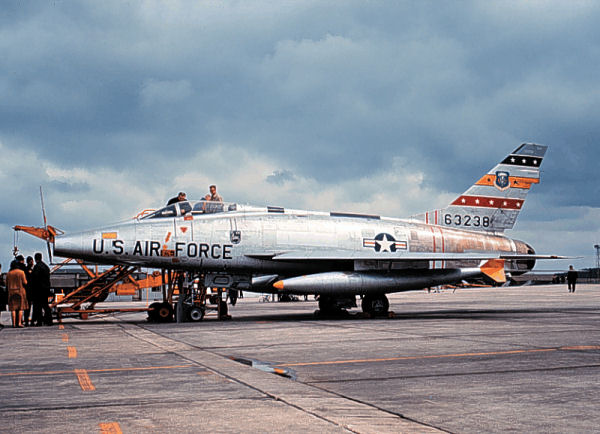
F-100

| Envergure    | 11,82 m                                                                                               |
| Longueur     | 14,36 m                                                                                               |
| Poids maxi   | 15 800 kg                                                                                             |
| Vitesse maxi | 1390 km/h                                                                                             |
| Moteur       | Pratt & Whitney J57-P-21 A                                                                            |
| Plafond      | 14 020 m                                                                                              |
| Armement     | 4 canons M39 calibre 20 mm 3 402 kg de charge utile (bombes, roquettes, missiles air-air, réservoirs) |

### Mirage IIIE
| Envergure    | 8,22 m |
| Longueur     | 15 m |
| Poids maxi   | 13,7 t |
| Vitesse maxi | 1 400 km/h ou Mach 2 |
| Moteur       | SNECMA ATAR 9C de 6 t de poussée en PC |
| Plafond      | 16 770 m |
| Armement     | 7 points d'emport 2 canons DEFA de 30 mm avec 2 x 125 obus 1 missile AS30 ou AS37 Martel Bombes d'appui Tactique BAT 120 2 AIM9-B Sidewinder puis 2 Magic I en 1991 Roquettes de 68 mm |

### Mirage 2000D
| Envergure    | 9,1 m |
| Longueur     | 15 m |
| Poids maxi   | 16,5 t |
| Vitesse maxi | 1 400 km/h ou Mach 1,5 |
| Moteur       | SNECMA M53 P2 de 9,7 t de poussée en PC |
| Plafond      | 16 770 m |

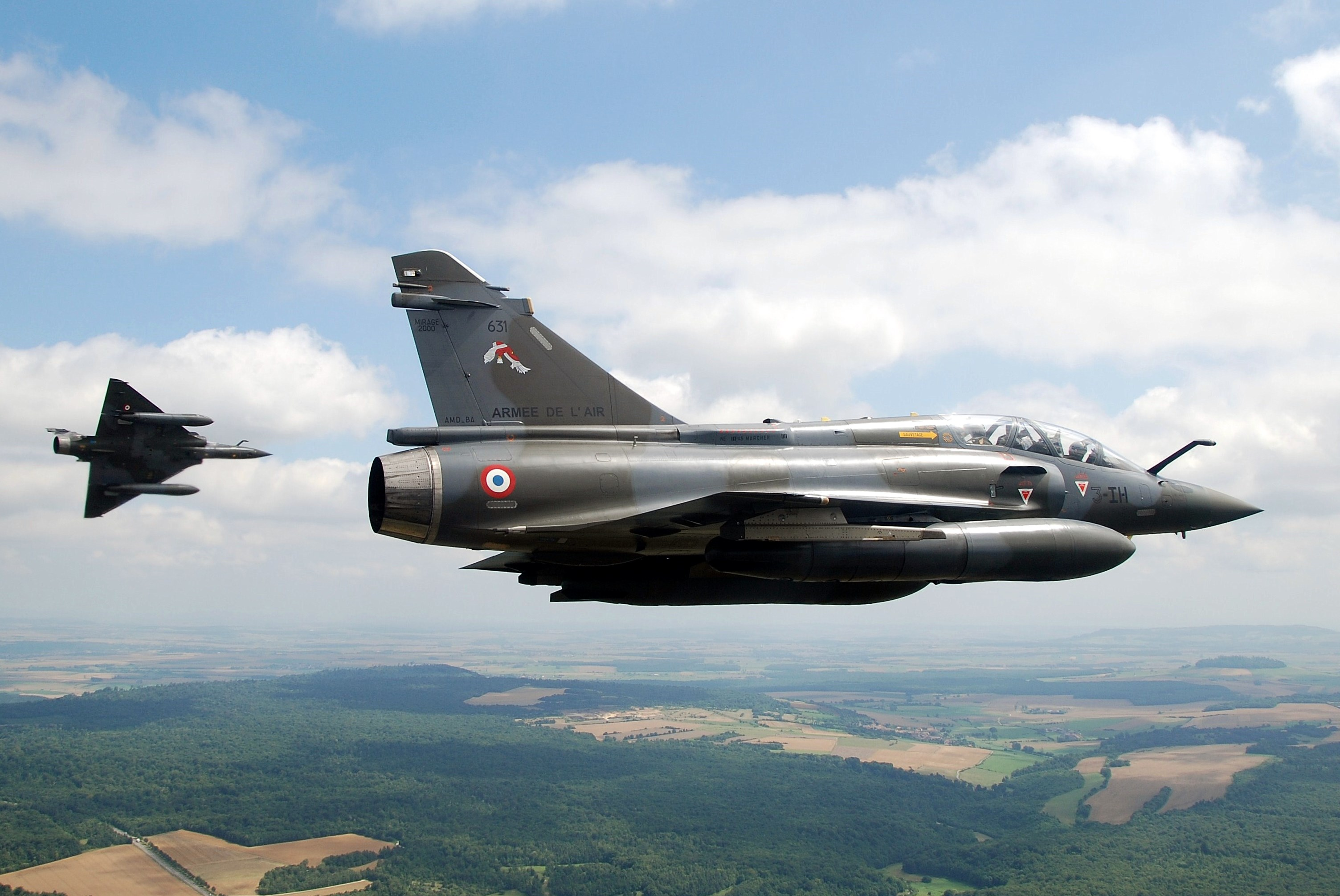
Mirage 2000D

| Armement     | 9 points d'emport mais pas de canon 2 réservoirs de 2 000 l ou 1 de 1 300 l supersonique 2 missiles infra-rouges Magic II 4 bombes de 250 kg 2 GBU-12 de 500 Lb 2 GBU-22 de 500 Lb 2 GBU-49 de 500 Lb 1 GBU-16 de 1000 Lb 1 GBU-24 de 2000 Lb 1 missiles de croisière APACHE ou SCALP-EG |

## Morts au combat
- Marcel Audemard d'Alançon (1914-1940)